# Neunkirchen (Saar)

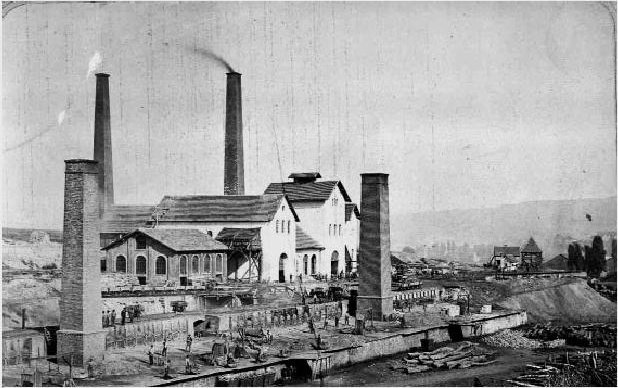
Grube König (1864), die wohl älteste Industriephotographie des Saarlandes

Neunkirchen (ⓘ) (im dortigen Dialekt „Neinkeije“) ist eine saarländische Kreisstadt an der Blies, etwa 20 km nordöstlich der Landeshauptstadt Saarbrücken gelegen. Mit 47.344 Einwohnern (Stand: 31. Dezember 2024) ist Neunkirchen nach Saarbrücken die zweitgrößte Stadt des Saarlandes. Sie ist Kreisstadt des gleichnamigen Landkreises im Osten des Saarlands und beherbergt auch große Teile der Kreisverwaltung; der Landrat hat seinen Sitz allerdings in Ottweiler.

## Sprachliches
Der Name der Stadt wird auf der ersten Silbe betont. Die Einwohner der Stadt heißen Neunkircher und nicht etwa Neunkirchener. In ihrer saarländischen Mundart nennen die Neunkircher ihre Stadt „Neinkeije“ und sich selbst „Neinkeijer“.
Der ältere Namenszusatz „(Saar)“ oder „/Saar“ steht als Kurzbezeichnung für die Lage im ehemaligen Saargebiet und bedeutet nicht „an der Saar“. Aktuell verwendet die Stadt den Namenszusatz „Kreisstadt Neunkirchen“.
Im deutschen Sprachraum gibt es noch viele weitere Orte namens Neunkirchen, darunter beispielsweise das 35 km entfernte, ebenfalls im Saarland gelegene Neunkirchen/Nahe, das 42 km entfernte Neunkirchen am Potzberg oder das 30 km entfernte Neunkirchen bei Saargemünd, ebenso wie das knapp außerhalb der westlichen Landesgrenze des Saarlandes gelegene Neunkirchen-lès-Bouzonville.
Der Name geht – wie der Name aller gleichnamigen Orte – zurück auf eine Dativform „bei der neuen Kirche“, mittelhochdeutsch „ze der niuwen kirchen“.

## Geschichte

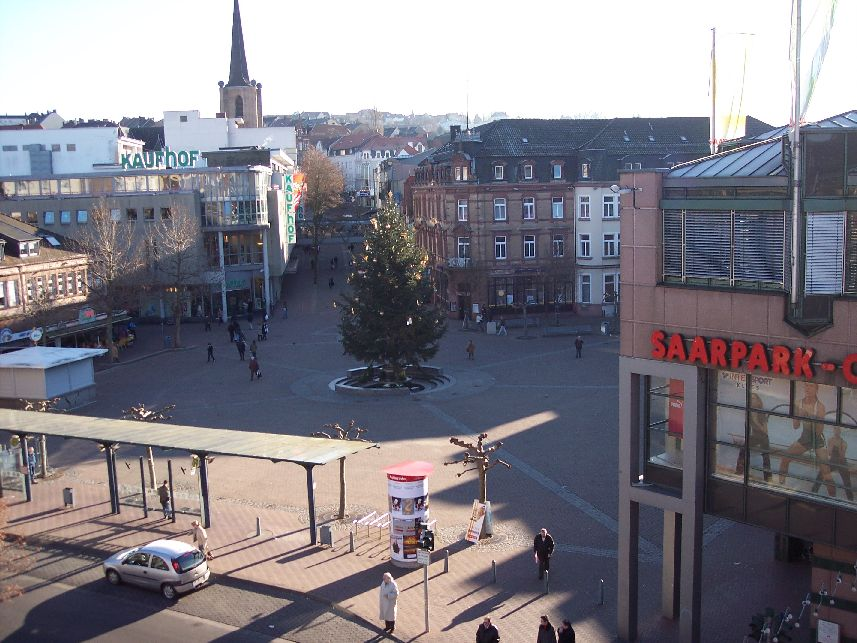
Blick auf den Neunkircher Markt (Stummplatz, Saarpark-Center)

Bereits in vorgeschichtlicher Zeit wurde im Stadtteil Heinitz auf dem Riedberg im Flöz Tauentzien Kännelkohle/Gagat abgebaut, so in der Hallstattzeit (700–450 v. Chr.) und Römerzeit (3. Jhd. n. Chr.). Dieser deutschlandweit älteste Steinkohlenbergbau ist heute noch an einem Pingenzug und dem Gedenkstein „An der Keltengrube“ unweit der Straße von Elversberg nach Heinitz erkennbar.
Der Stadtteil Wiebelskirchen wurde im Jahr 765 zum ersten Mal in einer Urkunde erwähnt. „Wiebelskirchen“ ist damit im Saarland die älteste nachgewiesene christliche Ortsbezeichnung. Die erste urkundliche Nennung Neunkirchens stammt aus dem Jahre 1281. Fast das gesamte Stadtgebiet gehörte zum Fürstentum Nassau-Saarbrücken. Das Fürstenhaus errichtete in der waldreichen Gegend nacheinander zwei Schlösser, die heute verschwunden sind. Das ab 1575 errichtete Renaissanceschloss am Oberen Markt wurde 1752 abgetragen; der im gleichen Jahr begonnene Neubau Schloss Jägersberg wurde während der Koalitionskriege ruiniert.

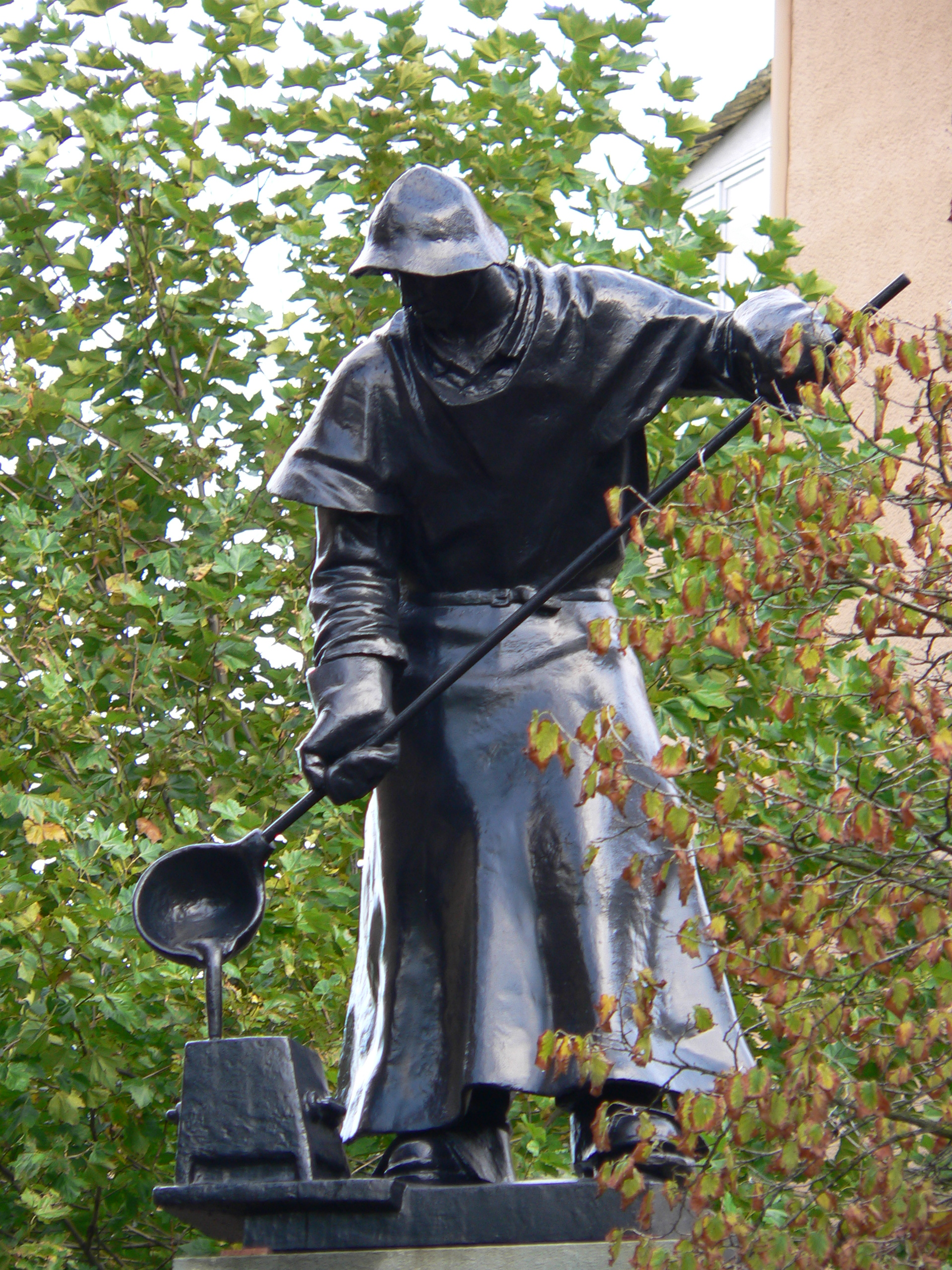
Eisengießer-Denkmal am Hüttenberg. Künstler: Fritz Claus

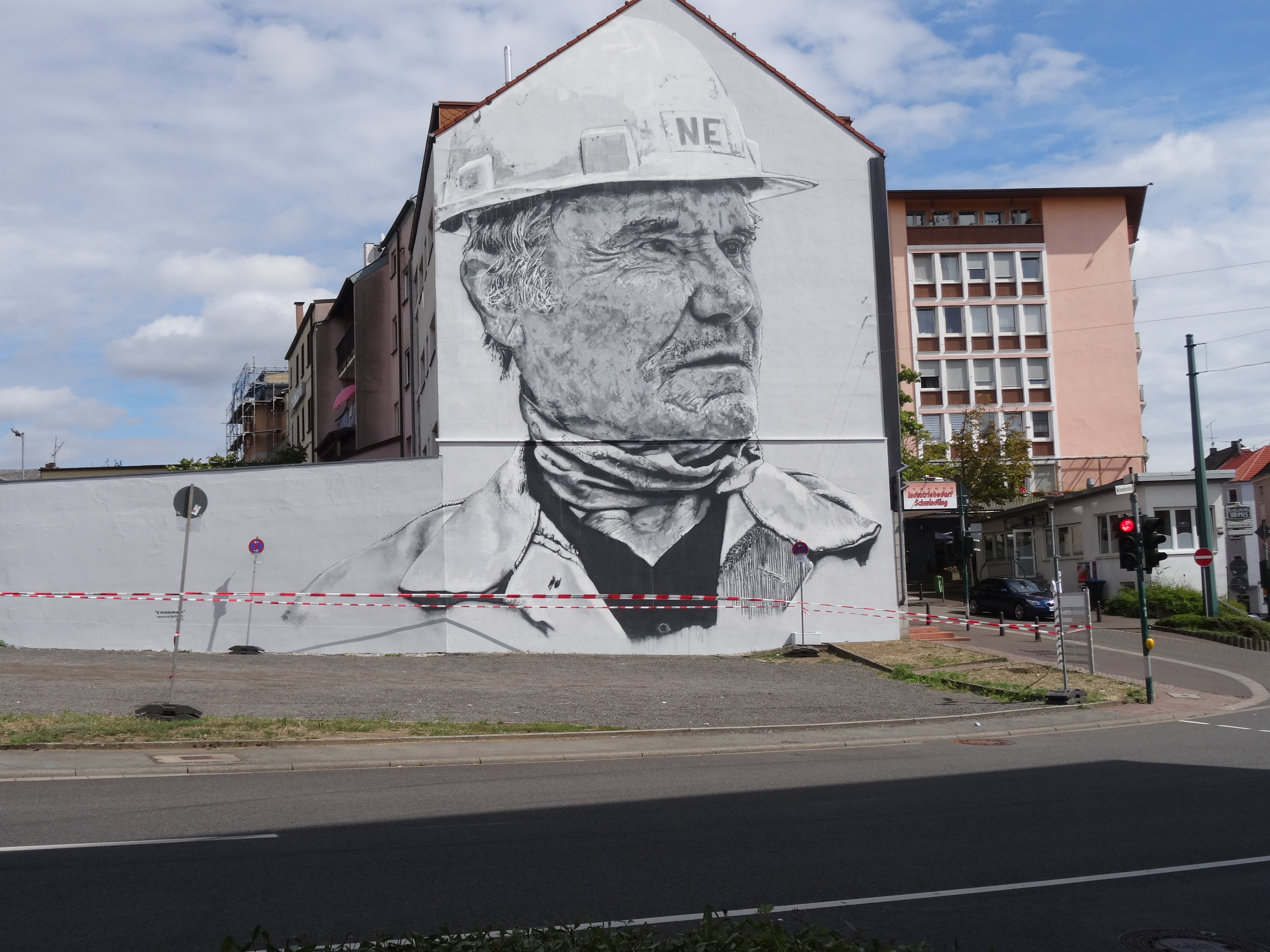
Graffito „Hüttenarbeiter“. Künstler: Hendrik Beikirch

1593 wurde im Bliestal das Neunkircher Eisenwerk errichtet, das die Geschicke des Ortes maßgeblich prägte. Johann Wolfgang von Goethe, der 1770 Neunkirchen als Student bereiste, beschreibt in Dichtung und Wahrheit die malerische Lage des Ortes, das Schloss Jägersberg und die Eisenverhüttung.
Die Industrialisierung Neunkirchens war eng verbunden mit der Montanunternehmerfamilie Stumm. Am 22. März 1806 übernahmen die Gebrüder Stumm das Neunkircher Eisenwerk. In der Frühzeit der Industrialisierung wurden ab 1820 durch die Grube König Steinkohlevorkommen erschlossen, die gemeinsam mit den im nahen Lothringen gefundenen Eisenerzen (Minette) zur Entstehung einer bedeutenden Eisenindustrie am Standort Neunkirchen führten. Unter Carl Ferdinand von Stumm-Halberg stieg das Unternehmen zu einem Marktführer der eisenschaffenden Industrie auf.
Die Familie Stumm verwaltete ihren Besitz lange Zeit als von Neunkirchen abgetrennte eigene Gemeinde Niederneunkirchen. Während der Selbstständigkeit Niederneunkirchens wurde Neunkirchen auch Oberneunkirchen genannt. Obwohl die Einwohnerzahl beider Gemeinden auf über 20.000 anstieg und es aus Seiten der Bevölkerung Bestrebungen gab, Stadtrechte zu erhalten, konnte die Familie Stumm dies lange verhindern. Erst nach dem Tod von Karl Ferdinand Stumm gelang es: Durch Vertrag vom 19. Dezember 1921 schlossen sich die vier Gemeinden Kohlhof, Neunkirchen, Niederneunkirchen und Wellesweiler zu einer Gemeinde zusammen, der vier Tage später mit Wirkung vom 1. April 1922 Stadtrechte verliehen wurden.
Obwohl Neunkirchen eine große Arbeiterbevölkerung hatte, konnten Sozialdemokratie und sozialistische Bewegung hier bis 1918 kaum Fuß fassen. Im Eisenwerk wurden beispielsweise keine Sozialdemokraten beschäftigt. Jedoch kam es in der Novemberrevolution 1918 zur Bildung eines Arbeiterrates. Die Rote Fahne wurde auf dem Rathaus gehisst, und der Rat übernahm zeitweise die Macht in der Stadt, kümmerte sich jedoch im weiteren Verlauf vor allem um die Lebensmittelversorgung.
Während des Völkerbund-Mandats über das Saargebiet (1920–1935) bestand in Neunkirchen eine Domanialschule.
Am 10. Februar 1933 explodierte ein Gasometer nahe beim Eisenwerk. 68 Menschen starben und 190 wurden verletzt. Auf dem Hauptfriedhof Scheib wurde für die Opfer ein Sondergrabfeld angelegt. Viele Häuser wurden unbewohnbar, ein neues Schulhaus wurde fast völlig zerstört. Es gab bald Sonderbriefmarken, mit denen für die Opfer gesammelt wurde, das Rote Kreuz half beim Bau einer Siedlung am heutigen Storchenplatz für die beim Unglück obdachlos Gewordenen.
Am 15. März 1945 wurden bei einem Bombenangriff große Teile der Innenstadt zerstört. Heute stammen noch etwa ein Drittel der Gebäude der Stadt von vor 1945.

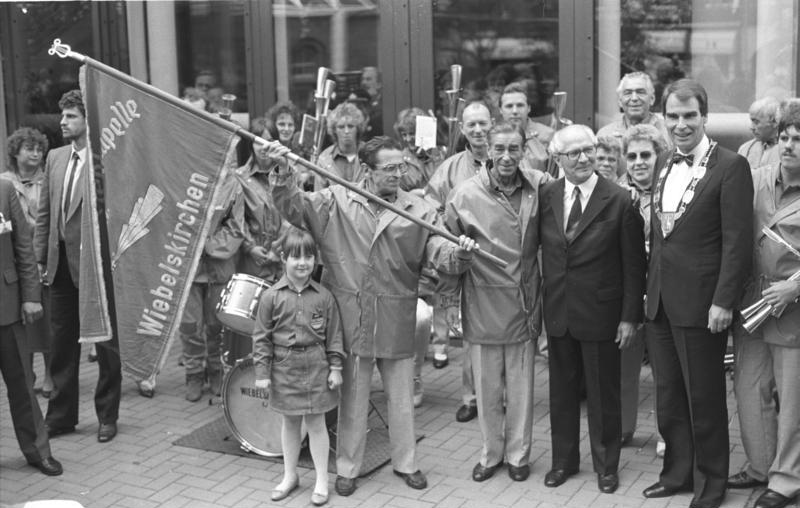
DDR-Staatsratsvorsitzender Honecker und Oberbürgermeister Neuber 1987 beim Besuch in Neunkirchen

Der Niedergang der Schwerindustrie in den siebziger Jahren traf Neunkirchen schwer. Bereits 1968 schloss die letzte Kohlengrube. Als 1982 das Eisenwerk geschlossen wurde (lediglich die Walzstraße wurde weiter betrieben), führte die Stadt eine Weile die deutsche Arbeitslosenstatistik an. Auch die frühere Bedeutung Neunkirchens als Eisenbahnknotenpunkt ist nach der Teilstilllegung des Rangierbahnhofes zurückgegangen.
Teile des ehemaligen Eisenwerks sind noch als Industriedenkmal „Altes Hüttenareal“ erhalten.
Ende der 1980er Jahre wurde mit dem Bau des Saarpark-Centers auf der Industriebrache des Eisenwerks die Neunkircher Innenstadt stark verändert. Die Einweihung fand 1989 statt. Mit bis zu 25.000 Besuchern an normalen Tagen und bis zu 50.000 in der Weihnachtszeit ist es das bestbesuchte Einkaufscenter im Saarland.
1912 wurde in Neunkirchen der spätere Staats- und Parteichef der DDR, Erich Honecker, geboren. Im September 1987 reiste dieser im Rahmen eines offiziellen Besuchs in der Bundesrepublik Deutschland in seine Geburtsstadt, wo er sich unter anderem mit Jugendfreunden traf. In einer Rede deutete Honecker eine mögliche Normalisierung der Verhältnisse an der innerdeutschen Grenze an. Wegen der festen Verankerung in den jeweiligen Militär-Bündnissen seien die Grenzen zwischen Ost und West nicht so, „wie sie sein sollten“. Eines Tages werde „der Tag kommen, an dem Grenzen uns nicht mehr trennen, sondern Grenzen uns vereinen, so wie uns die Grenze zwischen der Deutschen Demokratischen Republik und der Volksrepublik Polen vereint.“
Seit April 2012 nennt sich die Stadt Neunkirchen selbst „Musicalstadt Neunkirchen“. Den Anstoß dazu gab der damalige Oberbürgermeister Jürgen Fried. Er bezeichnete das Musicalprojekt Neunkirchen, das im Dezember 2002 entstanden war, als Alleinstellungsmerkmal der Stadt. Durch den großen Erfolg etablierte sich das Thema Musical in Neunkirchen, und das Projekt wurde zur Säule, auf der sich das Konzept der Musicalstadt aufbaute. Ein weiteres Standbein wurde durch die Neunkircher Musicalschule geschaffen, die 2010 neben der bereits vorhandenen Musikschule eröffnet wurde.

### Eingemeindungen
1922 wurden die bis dahin eigenständigen Gemeinden Kohlhof (mit Furpach), Niederneunkirchen und Wellesweiler eingegliedert; am 1. Januar 1974 außerdem die Gemeinden Hangard, Münchwies und Wiebelskirchen. Gleichzeitig kamen Gebietsteile von Bexbach (Ludwigsthal, Haseler Mühle, Hirschbergsiedlung), Kirkel-Neuhäusel (Eschweilerhof), Limbach (Bayerisch Kohlhof) und Spiesen (Menschenhaus) hinzu.

### Ausgliederungen
Gegen die Abtretung Bayerisch Kohlhofs und des Eschweilerhofes hatten die neue Gemeinde Kirkel wie die früheren Gemeinden Kirkel-Neuhäusel bzw. Limbach beim Verfassungsgerichtshof des Saarlandes Verfassungsbeschwerde eingelegt. Diese wurde jedoch durch das Urteil vom 17. November 1975 verworfen. Nachdem die Regierung des Saarlandes im Jahr 1979 angekündigt hatte, die strittigen Neugliederungsmaßnahmen noch einmal zu überprüfen, kam es im Februar 1980 zu großen Bemühungen der Gemeinde Kirkel, die abgetretenen Gebiete zurückzugewinnen. Die Stadt Neunkirchen war zu Verhandlungen nicht bereit. Am 10. Mai 1983 erließ die Regierung des Saarlandes eine Rechtsverordnung zur Umgliederung der bewohnten Teile des Bayerischen Kohlhofes in die Gemeinde Kirkel. Die Stadt Neunkirchen ging dagegen gerichtlich vor und bekam am 30. Januar 1984 Recht, denn der Verfassungsgerichtshof gab der Klage statt. Somit verblieb das strittige Gebiet bei Neunkirchen. Schließlich erließ der Landtag des Saarlandes am 23. Januar 1985 ein Gesetz, mit dem die bewohnten Teile der Siedlung Bayerisch Kohlhof mit Wirkung vom 1. April 1985 endgültig der Gemeinde Kirkel zugesprochen wurden. Das Gebiet kam zum Ortsteil Limbach.

## Stadtteile
Einwohnerzahlen Stand 31. Dezember 2022:
| Stadtteil             | Einwohner                  |
| --------------------- | -------------------------- |
| Furpach               | 3.892                      |
| Hangard               | 1.760                      |
| Heinitz               | 635                        |
| Kohlhof               | 1.746                      |
| Ludwigsthal           | 1.134                      |
| Münchwies             | 1.134                      |
| Kernstadt Neunkirchen | 23.360                     |
| Sinnerthal            | 517                        |
| Wellesweiler          | 5.173                      |
| Wiebelskirchen        | 8.965                      |
| Gesamt                | 48.542 (31. Dezember 2023) |

### Kernstadt

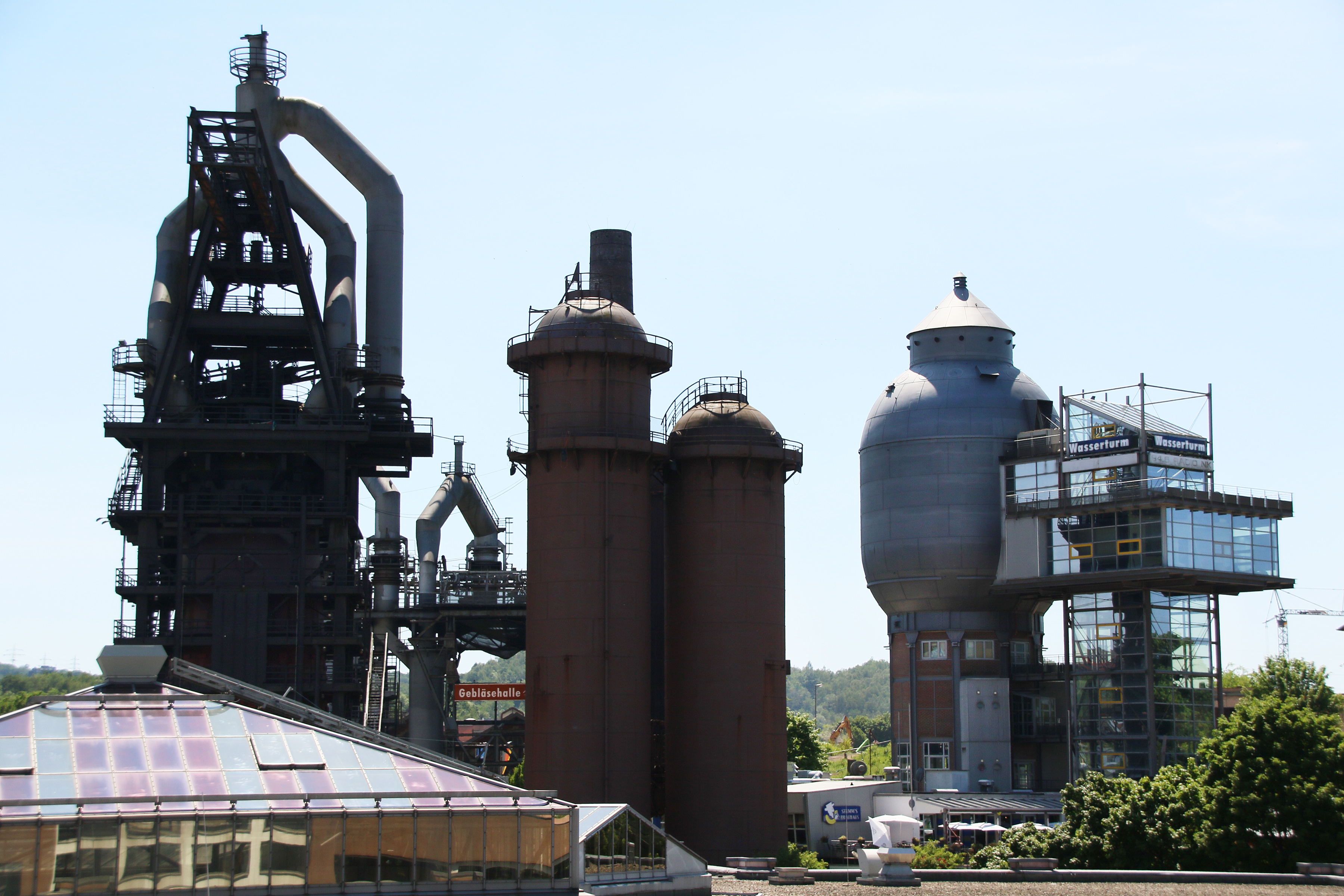

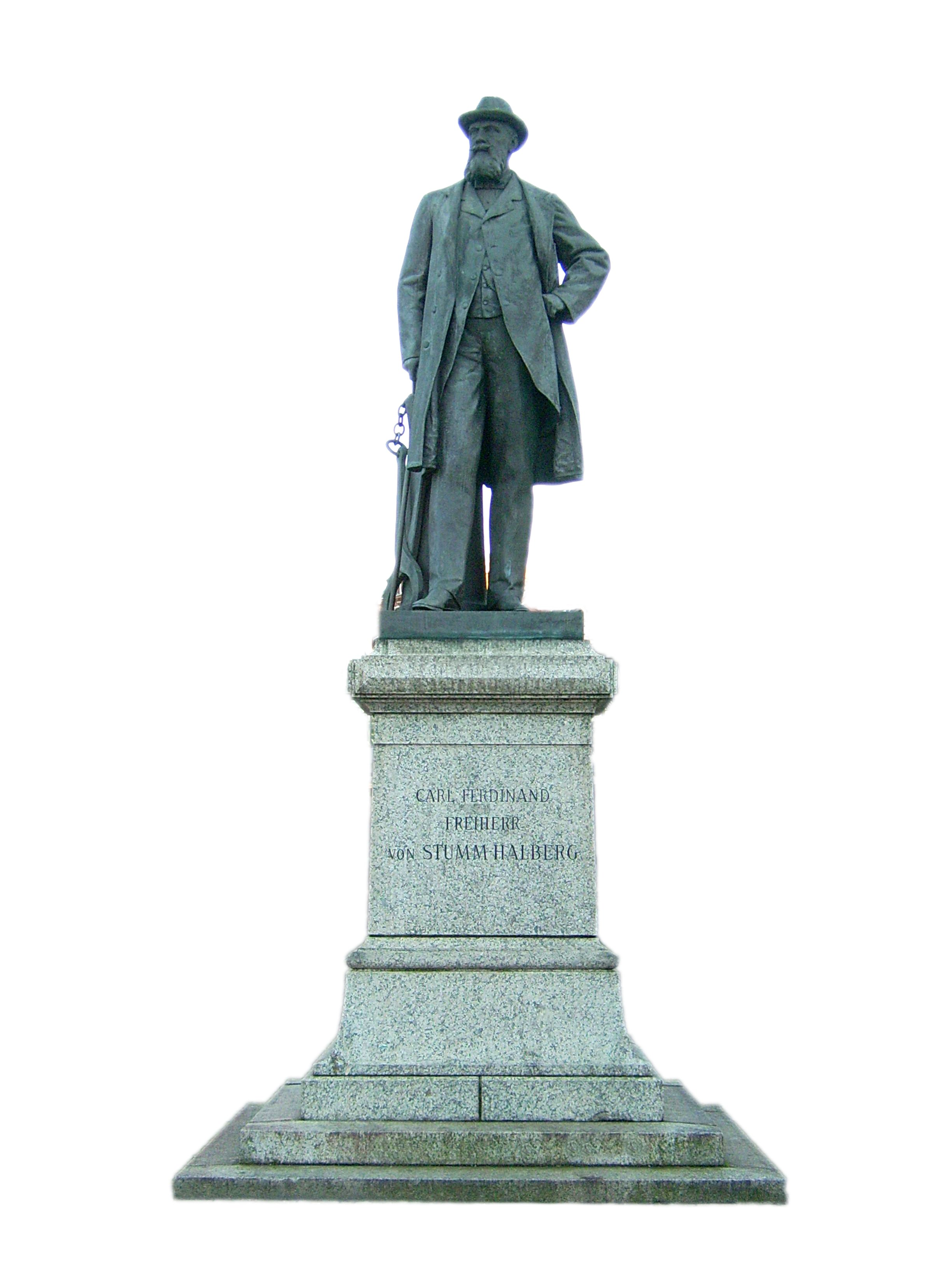
Das Stumm-Denkmal, der inoffizielle Mittelpunkt von Neunkirchen

Die Kernstadt Neunkirchen erstreckt sich von der Blies, wo ein modernes Einkaufszentrum errichtet wurde, auf die Hügel vor allem südlich des Flusses. Das alte Stadtzentrum (Oberstadt) gruppiert sich um den Oberen Markt. Westlich der Oberstadt gibt es ausgedehnte Industriebrachen, von denen erst ein Teil neuen Funktionen zugeführt wurde.
| Neunkirchen (ohne Stadtteile): Einwohnerzahlen von 1840 bis 2015                                                                                                   | Neunkirchen (ohne Stadtteile): Einwohnerzahlen von 1840 bis 2015 | Neunkirchen (ohne Stadtteile): Einwohnerzahlen von 1840 bis 2015 | Neunkirchen (ohne Stadtteile): Einwohnerzahlen von 1840 bis 2015 | Neunkirchen (ohne Stadtteile): Einwohnerzahlen von 1840 bis 2015 |
| --- | ---------------------------------------------------------------- | ---------------------------------------------------------------- | ---------------------------------------------------------------- | ---------------------------------------------------------------- |
| Jahr |                                                                  |                                                                  |                                                                  | Einwohner                                                        |
| 1840 | 1840                                                             |                                                                  | 2.144                                                            | 2.144                                                            |
| 1880 | 1880                                                             |                                                                  | 14.647                                                           | 14.647                                                           |
| 1925 | 1925                                                             |                                                                  | 40.429                                                           | 40.429                                                           |
| 1951 | 1951                                                             |                                                                  | 30.464                                                           | 30.464                                                           |
| 1977 | 1977                                                             |                                                                  | 25.097                                                           | 25.097                                                           |
| 1988 | 1988                                                             |                                                                  | 23.205                                                           | 23.205                                                           |
| 2000 | 2000                                                             |                                                                  | 23.249                                                           | 23.249                                                           |
| 2015 | 2015                                                             |                                                                  | 22.116                                                           | 22.116                                                           |
| Quelle(n): Katrin Carl, Christian Reuther, Dennis Schuld: Kleine chroNiK. Eine Zeitreise durch die Geschichte Neunkirchens. Kreisstadt Neunkirchen 2019. S. 23–25. |                                                                  |                                                                  |                                                                  |                                                                  |

#### Eschweilerhof und Hofgut Menschenhaus
Eschweilerhof und das Hofgut Menschenhaus kamen erst 1974 durch die Gebiets- und Verwaltungsreform des Saarlandes zu Neunkirchen. Vorher gehörte der Eschweilerhof zu Kirkel-Neuhäusel. Die erste urkundliche Erwähnung des Dorfes war 1212 als zum Kloster Wörschweiler gehörender Ort Eischweiler. Das Hofgut Menschenhaus wurde 1754 von einem Wildaufseher des Fürsten Wilhelm Heinrich von Nassau-Saarbrücken errichtet. Es gehörte vorher zur Gemeinde Spiesen.

### Furpach

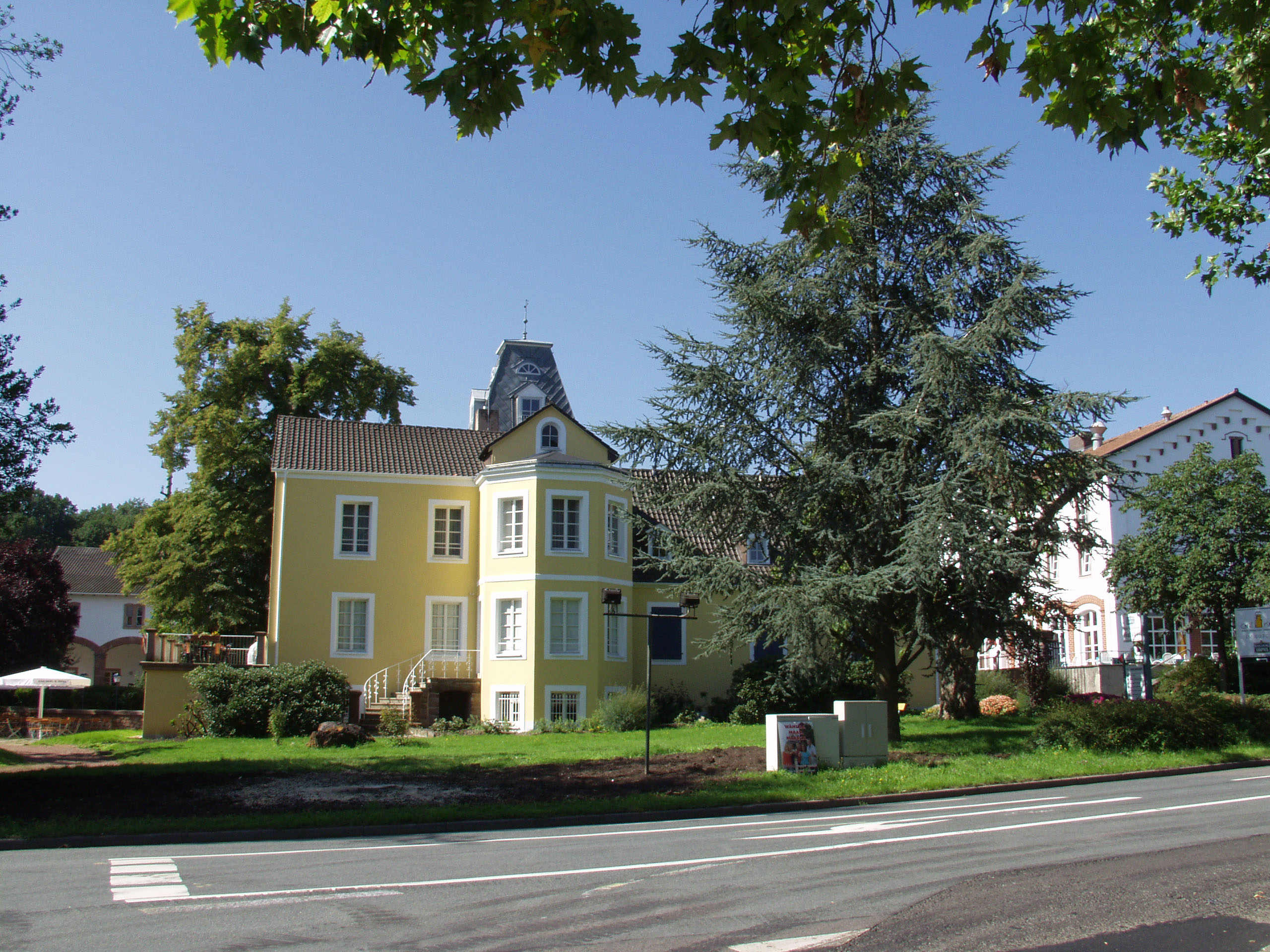
Hofgut in Furpach

Furpach, ein Wohn- und Naherholungsgebiet, liegt rund dreieinhalb Kilometer südöstlich der Neunkircher Innenstadt an der A 8.

### Hangard
Hangard (auch: die Hangard) liegt nordöstlich der Neunkircher Innenstadt. Der Ort trägt gelegentlich den Beinamen „Perle des Ostertales“.
1692 ließ sich der erste Siedler, ein gewisser Jean Mathieu aus Velosnes, in den „Hangarden uf der Oster“ nieder. Auf vormals Wiebelskircher Bann entwickelte sich bald ein neues Dorf. Um 1867 bauten die Hangarder die erste Brücke über die Oster im idyllischen Talgrund.

### Heinitz

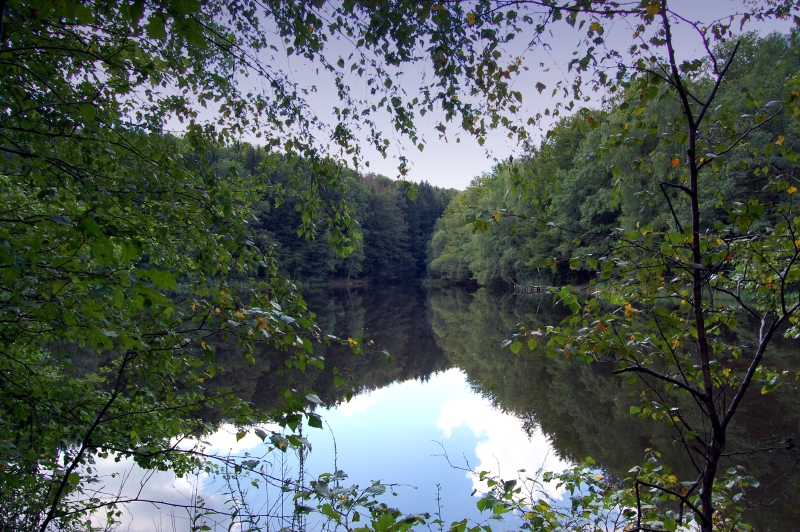
Der Heinitzer Weiher

Heinitz liegt südwestlich der Neunkircher Innenstadt und steht mit seinen ehemaligen Gruben Heinitz (ab 1847) und Dechen (ab 1855) für die bedeutende Bergwerksvergangenheit der Hüttenstadt Neunkirchen.
Namensgeber waren verdienstvolle Grubenfachleute wie Freiherr Friedrich Anton von Heinitz (1725–1802) und Ernst Heinrich von Dechen (1800–1889), beide Persönlichkeiten in preußischen Diensten, die sich um den Bergbau verdient gemacht haben. Die Bergbauanlagen sind inzwischen zu Denkmälern geworden. Wo der Bergbau vermutlich schon zur Römerzeit begann – dafür sprechen jedenfalls Funde – ist mittlerweile ein eher idyllisches, dörfliches Flair geblieben. Als einer der kleinsten Stadtteile besitzt es dennoch ein kleines Freibad. Einige historische Betriebsgebäude der Grube können besichtigt werden, z. B. die im Jugendstil entstandene Kokereigasmaschinenzentrale, deren Stahlskelettbauweise mit den korbbogigen Fenstern sehenswert ist.
Die Grube Heinitz liegt am Riedberg westlich der Stadt Neunkirchen. Hier wurde 700 vor Chr. bereits Kohle abgebaut; es war der früheste bekannte Steinkohlebergbau in Deutschland. Zunächst wurde Kännelkohle (oder auch Gagat) im Flöz Tauenzien (später so benannt) abgebaut. Gagat wurde als wertvoller Edelstein bearbeitet und gehandelt. In vielen Gräbern von Adeligen wurde Gagatschmuck gefunden. Der Bergbau vom Riedberg lag in der Nähe der Römerstraße (von Straßburg nach Trier.) Im Raum Furpach ging ein Zweig dieser Altstraße südlich um den Riedberg herum, an der Römervilla von Spiesen vorbei, und kam im Raum um Bildstock wieder auf diese Altstraße zurück. Der Kohlebergbau entwickelte sich weiter und wurde schließlich durch eine besonders gründliche Planung zur größten Kohlegrube des Saarlands. Auf der Anlage gab es das erste elektrische Licht des Saarlandes (1878/79). 1882 hatte die Grube Heinitz-Dechen 4083 Mann Belegschaft und förderte bereits 1.058.787 Tonnen Kohle im Jahr. 1962 wurde die Grube Heinitz stillgelegt; die Anlage Dechen lief bis 1967 unter der Leitung der Grube König weiter und wurde 1967 stillgelegt. Die Kokerei wurde im Jahr 1963 stillgelegt.

### Kohlhof

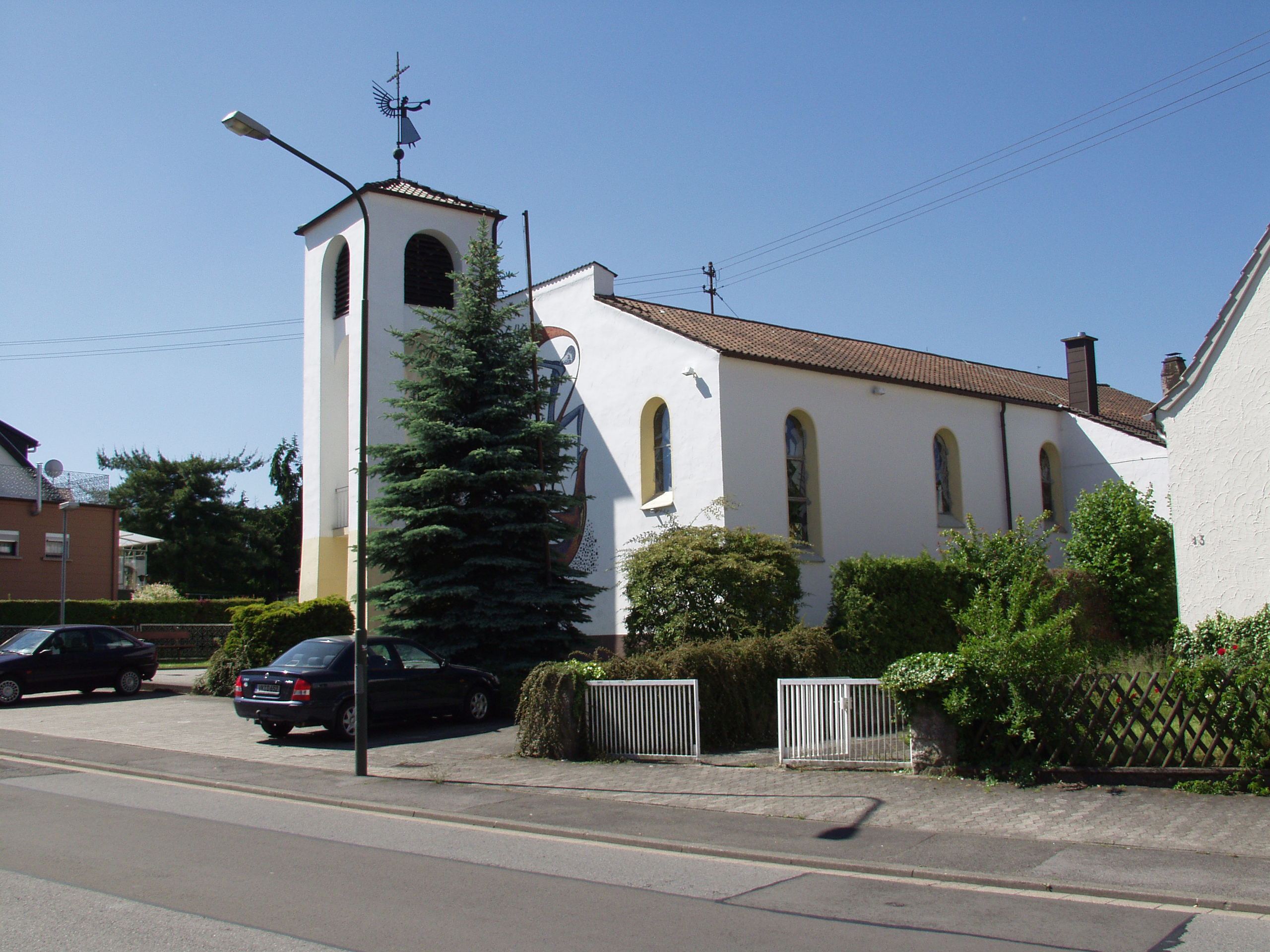
Kirche St. Georg in Kohlhof

Kohlhof (teilweise auch mit Artikel: der Kohlhof) liegt südöstlich des Stadtteils Furpach. Das dort am Ortsrand gelegene Marien-Krankenhaus-St.Josef sowie auch das in unmittelbarer Nähe gelegene Gourmetrestaurant Hostellerie Bacher-Wögerbauer sind überregional bekannt. Mit Beginn des Jahres 2009 wurde ein neues Klinikgebäude errichtet, in das das Neunkircher St.-Josefs-Krankenhaus umzog. Seit Januar 2011 sind in der neuen Verbundklinik die Kinderklinik Kohlhof und das St. Josefkrankenhaus Neunkirchen als Marienhausklinik St. Josef Kohlhof unter einem Dach vereint.
Napoleons Niederlage 1815 bei Waterloo brachte das Ende der französischen Herrschaft und eine Neugliederung der Staaten mit einer Grenze mitten durch Kohlhof: Ein Teil gehörte fortan zu Preußen und ein Teil zu Bayern, der seitdem Bayerisch Kohlhof genannt wird. Während der preußische Teil Kohlhofs ein Neunkircher Stadtteil wurde, gehört Bayerisch Kohlhof nach einigen politischen und verwaltungsrechtlichen Auseinandersetzungen (siehe entsprechende Stelle im Artikel über Limbach) seit 1985 zu Limbach und damit nicht mehr zum Landkreis Neunkirchen, sondern zum benachbarten Saarpfalz-Kreis. Zur Abgrenzung von Bayerisch Kohlhof wird der zur Neunkirchen gehörende Teil Kohlhofs mitunter auch Preußisch Kohlhof genannt.

### Ludwigsthal
Ludwigsthal liegt südöstlich der Neunkircher Innenstadt zwischen Wellesweiler im Norden und Furpach im Südwesten.
Der Stadtteil trug im 19. Jahrhundert den Namen „Plantage“ und wurde, da dieser bis 1920 in der bayerischen Pfalz lag, 1884 nach dem bayerischen König Ludwig II. in Ludwigsthal umbenannt.

### Münchwies

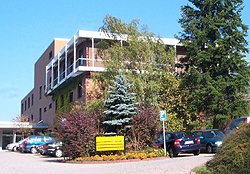
Fachklinik Münchwies

Münchwies liegt nördlich von Hangard. Die dort angesiedelte Fachklinik für Suchtkrankheiten, in einem Waldgebiet weit abgelegen von jedem städtischen Betrieb, ist überregional bekannt.
Auch in Münchwies wird eine frühe Besiedlung durch Römer vermutet. Ziegelinschriften geben den Hinweis; handfeste Beweise allerdings konnten noch nicht erbracht werden.
Gegen Ende des 17. Jahrhunderts führte der Zuzug wallonischer Köhler, Pottaschbrenner und Waldarbeiter mit ihren Familien – durch die Arbeitsplätze in den nahen Eisenhütten angelockt – zur Gründung des heutigen Ortes.
Die hügelige Berglandschaft kann auf dem Höcherbergweg durchwandert werden.

### Sinnerthal
Sinnerthal liegt westlich des Neunkircher Zentrums, jenseits der Bahnlinie.
Als es noch „Synderthale“ oder „Synde“ genannt wurde, fand man hier erstmals Eisenerz. Schon um 1200 ist eine Ansiedlung nachweisbar. Das heutige Sinnerthal geht aber auf eine Sägemühle zurück. Die sogenannte Schlawerie taucht als „Schlabery“ Mitte des 18. Jahrhunderts auf. Für diese Bezeichnung gibt es keinerlei Erklärung. Die Anwohner dieses Gebietes nahe dem Rangierbahnhof wurden am 10. Februar 1933 hautnah Zeuge der größten Katastrophe Neunkirchens, nämlich der Gasometer-Explosion. Nahe der Kleingartenanlage kann man heute entlang des „Saukaulenwegs“ wandern, und dabei vom Aussichtspunkt der Bergehalde Reden einen ausgezeichneten Blick auf die alte Industrielandschaft genießen.

### Wellesweiler
Wellesweiler liegt im Tal der Blies flussabwärts und damit östlich des Neunkircher Stadtzentrums zwischen Bexbach und Neunkirchen. Dieser Stadtteil hat den wohl stärksten Wandel erlebt: Wo sich früher alte Römerstraßen trafen, befinden sich heute die größten Industrieansiedlungen des Stadtgebietes. 1850 führte die Inbetriebnahme der Eisenbahn zum Zuzug zahlreicher Berg- und Hüttenleute.
In Wellesweiler haben sich einige national und international bedeutende Unternehmen angesiedelt.

### Wiebelskirchen

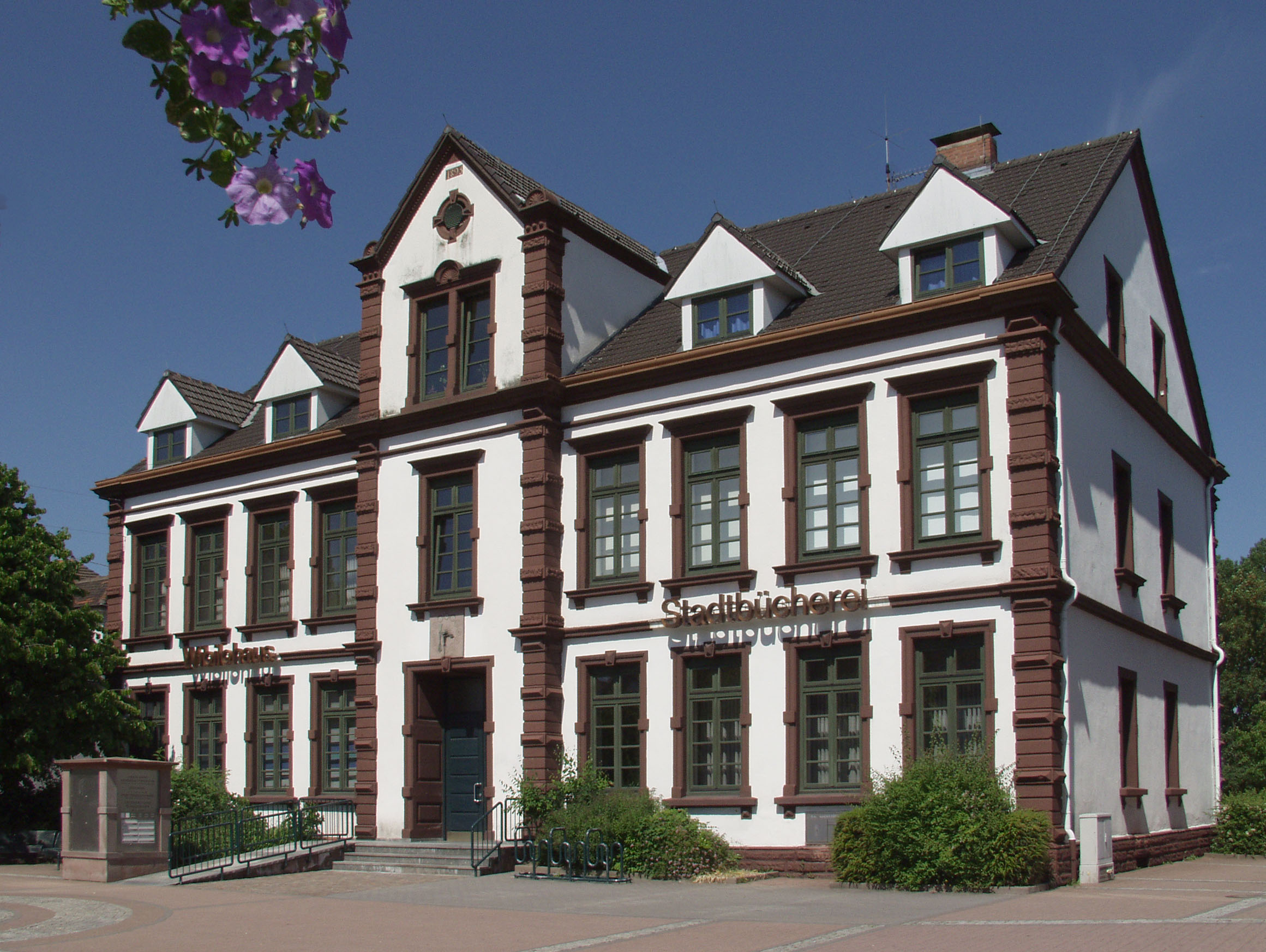
Wibilohaus in Wiebelskirchen

Wiebelskirchen, der größte Stadtteil Neunkirchens, liegt nördlich der Innenstadt ebenfalls an der Blies, also flussaufwärts.
Der Ortsname Wiebelskirchen, der 765 zum ersten Mal urkundlich erwähnt wird, ist im Saarland die älteste nachgewiesene christliche Ortsbezeichnung. Ein Franke namens Wibilo soll auf seinem Grundbesitz eine sogenannte Eigenkirche errichtet haben. Von hier zogen junge Bauern auf das gegenüberliegende Plateau jenseits der Blies und schufen den Ort mit der neuen Kirche, später Neunkirchen.
Nachdem die Siedlungsgebiete beider Gemeinden aufeinander zugewachsen waren, wurde 1974 durch die Eingemeindung auch die Verwaltung vereint. Die Banngrenze am Kuchenberg ist heute nicht mehr erkennbar. Wiebelskirchen hat heute einen sanierten Ortskern mit zahlreichen Fachgeschäften und Einkaufsmärkten.

## Religion
In der Stadt Neunkirchen gibt es sechs evangelische und drei katholische Kirchen. Die evangelischen Kirchen bilden zusammen eine Gemeinde und die benutzten Kirchen heißen Christus-, Paulus-, Friedens- und Paul-Gerhardt-Kirche. Außerdem gibt es noch das Martin-Luther-Haus. Die katholischen Kirchen heißen: St. Marien, St. Josef und Johannes, Heilige Dreifaltigkeit und Heilige Familie. Die katholischen Kirchen Herz Jesu (1953/1954 erbaut) und St. Pius X. & St. Vinzenz von Paul wurden beide 2015 profaniert. Außerdem gibt es freikirchliche Gemeinden der Adventisten, Apostolischen Gemeinschaft, Chrischona-Gemeinde, Evangelisch-methodistischen Kirche und der Vineyard-Bewegung. Ferner sind die Neuapostolische Kirche und die Zeugen Jehovas vertreten.
Vom 18. Jahrhundert bis 1940 bestand eine jüdische Gemeinde. 1776 ließen sich die ersten jüdischen Bewohner nieder. 1925 wurde mit 5,3 % der Bevölkerung bzw. 234 Personen der höchste Stand jüdischer Einwohner verzeichnet. Die Gemeinde hatte eine Synagoge am Oberen Markt, eine Religions- und Volksschule sowie ein Bad und einen Friedhof. Während der Reichskristallnacht 1938 wurde die Synagoge niedergebrannt und 1940 die letzten 12 Juden ins Konzentrationslager Gurs deportiert. Erst 1970 entstand erneut eine kleine Gemeinde.
Der türkische islamische DİTİB-Verband unterhält in der Lisztstraße 4 die Yunus-Emre-Moschee.

### Konfessionsstatistik
Von den 47.874 Einwohnern (Stand 31. Dezember 2018) waren 40,3 % katholisch, 27,8 % evangelisch und 31,9 % konfessionslos oder Angehörige sonstiger Glaubensgemeinschaften. Der Anteil der Protestanten und Katholiken an der Gesamtbevölkerung ist seitdem gesunken. Von den Einwohnern (Stand 31. Dezember 2024) waren 35,9 % katholisch, 22,9 % evangelisch und 41,3 % waren konfessionslos oder Angehörige sonstiger Glaubensgemeinschaften.

## Einwohnerentwicklung
| Neunkirchen: Einwohnerzahlen von 2014 bis 2024 | Neunkirchen: Einwohnerzahlen von 2014 bis 2024 | Neunkirchen: Einwohnerzahlen von 2014 bis 2024 | Neunkirchen: Einwohnerzahlen von 2014 bis 2024 | Neunkirchen: Einwohnerzahlen von 2014 bis 2024 |
| ---------------------------------------------- | ---------------------------------------------- | ---------------------------------------------- | ---------------------------------------------- | ---------------------------------------------- |
| Jahr                                           |                                                |                                                |                                                | Einwohner                                      |
| 2014                                           | 2014                                           |                                                | 45.794                                         | 45.794                                         |
| 2016                                           | 2016                                           |                                                | 46.816                                         | 46.816                                         |
| 2018                                           | 2018                                           |                                                | 46.469                                         | 46.469                                         |
| 2020                                           | 2020                                           |                                                | 46.037                                         | 46.037                                         |
| 2021                                           | 2021                                           |                                                | 46.098                                         | 46.098                                         |
| 2024                                           | 2024                                           |                                                | 47.344                                         | 47.344                                         |
| Quelle(n): Statistisches Amt des Saarlandes    |                                                |                                                |                                                |                                                |

## Politik

### Stadtrat
Der Stadtrat mit 51 Sitzen setzt sich nach den Kommunalwahlen im Saarland 2024 wie folgt zusammen:
|                 | Wahl 2024 | Wahl 2024 | Wahl 2024 | Wahl 2019 | Wahl 2019 | Wahl 2019 | Wahl 2014 | Wahl 2014 | Wahl 2009 | Wahl 2009 |
| Partei          | Stimmen   | Anteil    | Sitze     | Stimmen   | Anteil    | Sitze     | Anteil    | Sitze     | Anteil    | Sitze     |
| SPD             | 6.460     | 34,36 %   | 18        | 6.949     | 37,19 %   | 20        | 47,8 %    | 25        | 49,3 %    | 26*       |
| CDU             | 4.850     | 25,80 %   | 13        | 5.041     | 26,98 %   | 14        | 30,2 %    | 16        | 27,2 %    | 14        |
| AfD             | 4.227     | 22,49 %   | 12        | 2.016     | 10,79 %   | 5         | —         | —         | —         | —         |
| Freie Wähler    | 1.052     | 5,60 %    | 3         | —         | —         | —         | —         | —         | —         | —         |
| GRÜNE           | 901       | 4,79 %    | 2         | 2.070     | 11,08 %   | 5         | 4,4 %     | 2         | 5,2 %     | 2         |
| LINKE           | 779       | 4,14 %    | 2         | 1.523     | 8,15 %    | 4         | 10,2 %    | 7**       | 13,1 %    | 7*        |
| FDP             | 530       | 2,82 %    | 1         | 1.085     | 5,81 %    | 3         | 3,7 %     | 1         | 5,2 %     | 2         |
| PIRATEN         | —         | —         | —         | —         | —         | —         | 3,7 %     | —**       | —         | —         |
| Wahlbeteiligung | 53,65 %   | 53,65 %   | 53,65 %   | 51,55 %   | 51,55 %   | 51,55 %   | 39,6 %    | 39,6 %    | 51,4 %    | 51,4 %    |

(*) Im Januar 2012 kam es zu einer Veränderung der Mehrheitsverhältnisse. Die Stadträtin Ruth Rosemarie Schlecht verließ Partei und Fraktion der Gruppierung Die Linke und schloss sich Partei und Fraktion der SPD an, so dass diese bis zur Wahl 2014 zwischenzeitlich 27 Sitze hatte, Die Linke nur noch 6.
(**) Am 27. März 2017 – einen Tag nachdem die Piratenpartei den Wiedereinzug in den Saar-Landtag verfehlte – wechselten die beiden Abgeordneten der Piratenpartei zur Fraktion der Linken. Der Linksfraktion gehörten damit 7 Mitglieder an.

### Bürgermeister
| Amtszeit             | Name/Bemerkung                                                    |
| -------------------- | ----------------------------------------------------------------- |
| 1922–1926            | Hermann Ludwig                                                    |
| 1926–1935            | Georg Blank (im April 1945 für eine kurze Zeit wieder eingesetzt) |
| 1935–1946            | Hans Ruppersberg (im April 1945 suspendiert)                      |
| 1946–1956            | Friedrich Brokmeier (SPD)                                         |
| 1956–1966            | Josef Frank (SPD)                                                 |
| 1988–1990            | Friedrich Decker (SPD)                                            |
| 2000–2009            | Jürgen Fried, SPD                                                 |
| 2010–2019            | Jörg Aumann (SPD)                                                 |
| seit 1. Oktober 2019 | Lisa Hensler (SPD)                                                |

### Oberbürgermeister
| Amtszeit             | Name                  |
| -------------------- | --------------------- |
| bis 1966             | Josef Frank (SPD)     |
| 1966–1971            | Friedrich Regitz, SPD |
| 1971–1975            | Paul Kolb, SPD        |
| 1975–1990            | Peter Neuber, SPD     |
| 1990–2009            | Friedrich Decker, SPD |
| 2009–2019            | Jürgen Fried, SPD     |
| seit 1. Oktober 2019 | Jörg Aumann, SPD      |

Jörg Aumann wurde am 9. Juni 2019 in einer Stichwahl mit 57,6 Prozent der Stimmen zum neuen Oberbürgermeister gewählt.

### Wappen und Stadtfarben

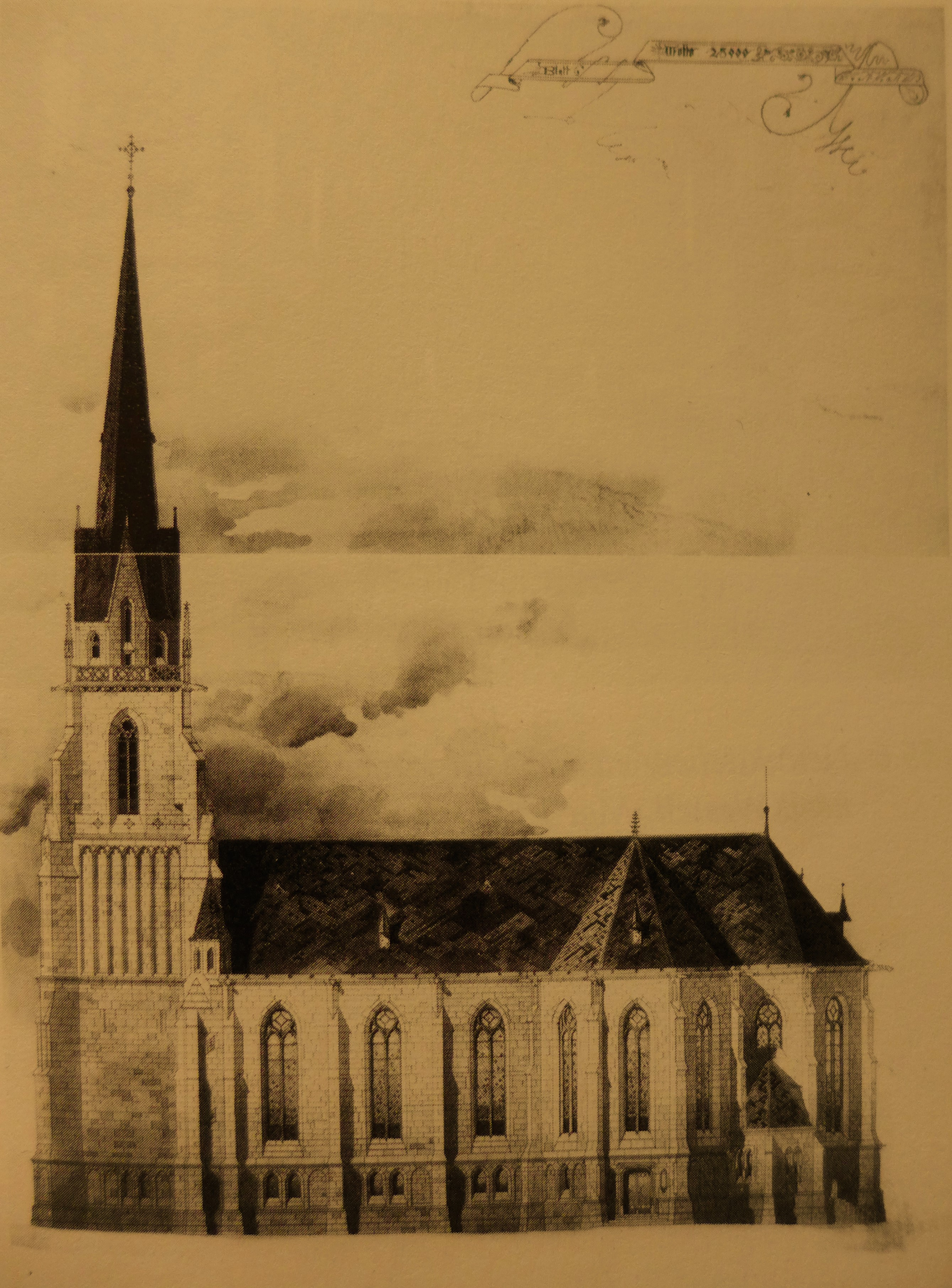
Heinrich Wiethase: Christuskirche (Neunkirchen (Saar)) vor dem Umbau der Kirche in den Jahren 1935–1941, Längsansicht, Entwurf von 1866, in abstrahierter Form Zentralbild des Neunkircher Stadtwappens

In schwarzem Feld eine silberne gotische Kirche mit Turm vor dem Kirchenschiff. Die Fenster und die Tür der Kirche sind schwarz. Die Kirche stellt in abstrahierender Form die Neunkircher Christuskirche (vor ihrem Umbau) dar, die von den Gebrüdern Stumm gestiftet wurde. Bei dem sakralen Wappensymbol handelt es sich um ein sogenanntes „redendes Wappen“, da es Bezug nimmt auf die Ortsbezeichnung „Zur neuen Kirche“, aus dem sich der heutige Stadtname „Neunkirchen“ entwickelte. Die Gründung des Ortes mit gleichzeitigem Bau einer Kirche erfolgte von der älteren Siedlung Wiebelskirchen aus, einem jetzigen Stadtteil der heutigen Kreisstadt Neunkirchen. Im Gegensatz zur älteren Kirche in der Mutterpfarrei entstand der Name „Zur neuen Kirche“ für die Neugründung.
Oben rechts erscheinen im Wappen ein silberner Hammer und ein silberner Schlägel in gekreuzter Form, oben links ein silbernes Zahnrad ohne Speichen. Die Handwerkszeuge und das Zahnrad deuten auf die Hüttenindustrie Neunkirchens hin. Die Wappenfarben Schwarz und Silbern können sowohl als Hinweis auf Kohle und Eisen als auch als heraldischer Verweis auf die Zugehörigkeit Neunkirchens zum Königreich Preußen seit dem Wiener Kongress gedeutet werden. Das Wappen besaß ursprünglich eine silberne Wolfsangel im Innenkreis des Zahnrades als Grenzsteinhoheitszeichen der Grafschaft Saarbrücken („NS“ für Nassau-Saarbrücken mit einer Wolfsangel). Das Wappen wurde am 28. Februar 1943 durch Beschluss des Stadtrates eingeführt. In der Sitzung vom 23. Juli 1946 wurde die Wolfsangel wieder aus dem Stadtwappen getilgt, da sie durch ihre Verwendung als faschistisches Zeichen einen negativen politischen Charakter bekommen habe. Am 4. August 1950 beschloss der Neunkircher Stadtrat ohne heraldische Begründung die Führung der Stadtfarben Rot-Weiß.

### Partnerstädte
Zur Pflege der Städtepartnerschaften Neunkirchens wurde 1983 der „Verein zur Förderung von Städtepartnerschaften e. V. Neunkirchen“, kurz Städtepartnerschaftsverein gegründet. Damit löste er das frühere, als Ausschuss aus dem Stadtrat hervorgegangene „Partnerschaftskomitee“ ab. Ziel des Vereines ist die Völkerverständigung durch Schaffung persönlicher Kontakte.
Die erste Städtepartnerschaft wurde am 3. Oktober 1970 mit Mantes-la-Ville im französischen Département Yvelines gegründet. Senateur-Maire Aimé Bergeal und der damalige Oberbürgermeister Neunkirchens Friedrich Regitz unterzeichneten den Partnerschaftsvertrag. Entsprechend gibt es heute in Neunkirchen einen Mantes-la-Ville-Platz; umgekehrt gibt es in Mantes-la-Ville eine Rue de Neunkirchen (deutsch „Neunkircher Straße“).
Im Jahr 1986, und somit noch vor der Wende, wurde dann die Städtepartnerschaft zum brandenburgischen Lübben (Spreewald) in der damaligen Deutschen Demokratischen Republik ins Leben gerufen. Das untere Ende der Neunkircher Bahnhofstraße heißt inzwischen Lübbener Platz.
Ende 2010 folgte nach einem Stadtratsbeschluss beider Kommunalparlamente eine Städtepartnerschaft mit der polnischen Stadt Wolsztyn. Am oberen Ende der Bahnhofstraße wurde eine neu gebaute Straße Wolsztyner Platz genannt.

## Strukturdaten

### Verkehr

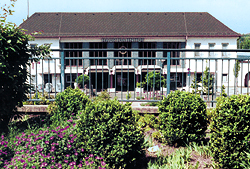
Hauptbahnhof Neunkirchen

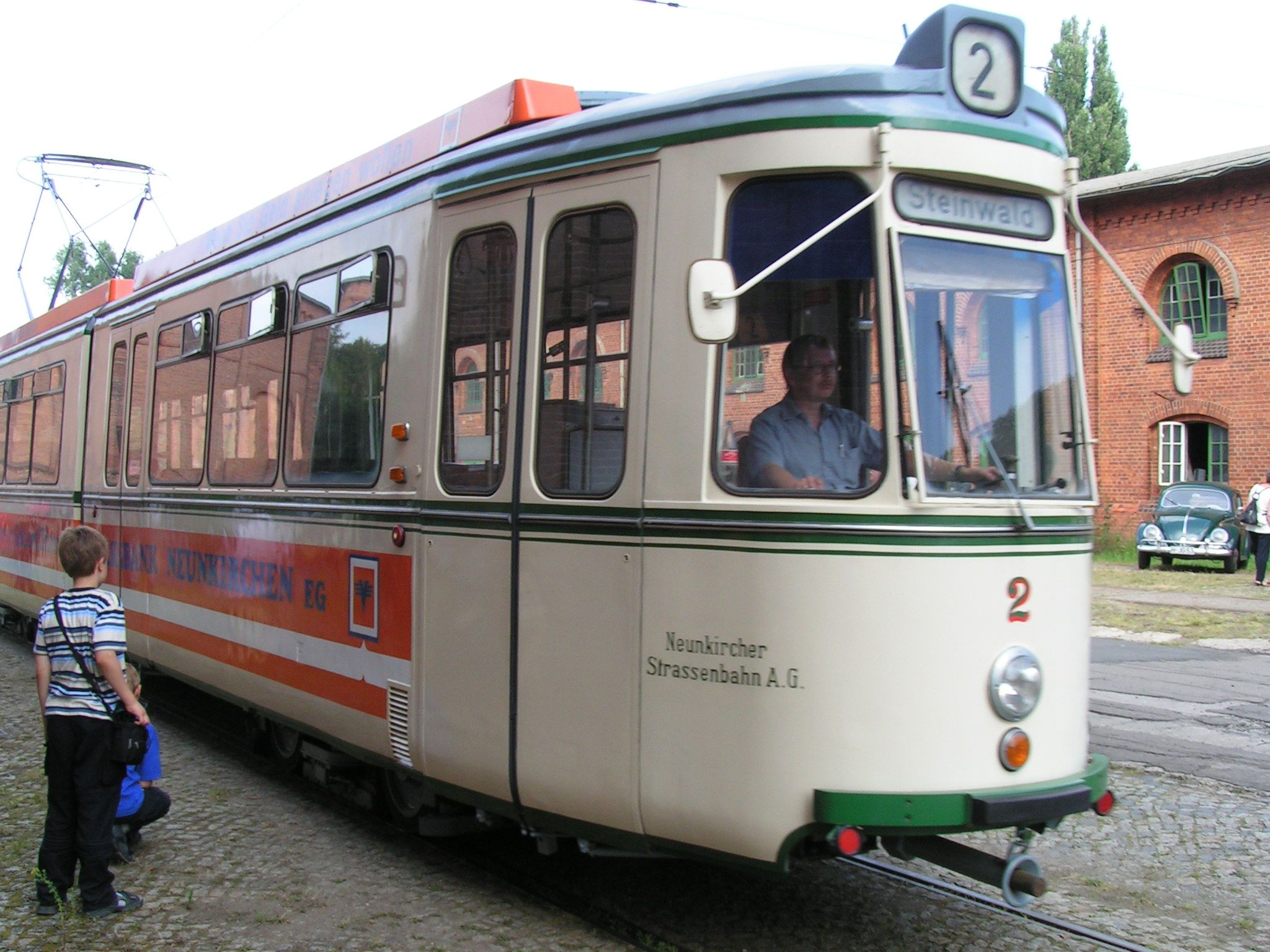
Neunkircher Straßenbahnwagen im Hannoverschen Straßenbahn-Museum

Neunkirchen ist über die Autobahnen 6 (Saarbrücken – Waidhaus) und 8 (Perl–Bad Reichenhall) sowie die Bundesstraße 41 (Saarbrücken–Bad Kreuznach) an das überregionale Straßennetz angebunden.
An das europäische Schienennetz ist die Stadt angebunden über die Bahnhöfe Neunkirchen (Saar) Hauptbahnhof, Neunkirchen-Wellesweiler und Neunkirchen-Wiebelskirchen. Im Hauptbahnhof treffen sich die Strecken der Fischbachtalbahn, der Nahetalbahn und der Bahnstrecke Homburg–Neunkirchen. Vom November 2007 bis Oktober 2018 betrieb die Deutsche Bahn AG einen Intercity-Express der Baureihe 403 (ICE 3), welcher auf den Namen Neunkirchen getauft war. Am Morgen des 12. Oktober 2018 geriet der Zug während einer Fahrt über die Schnellfahrstrecke Köln–Rhein/Main in Brand, der Triebzug wurde ausgemustert und der Taufname nicht neu vergeben.

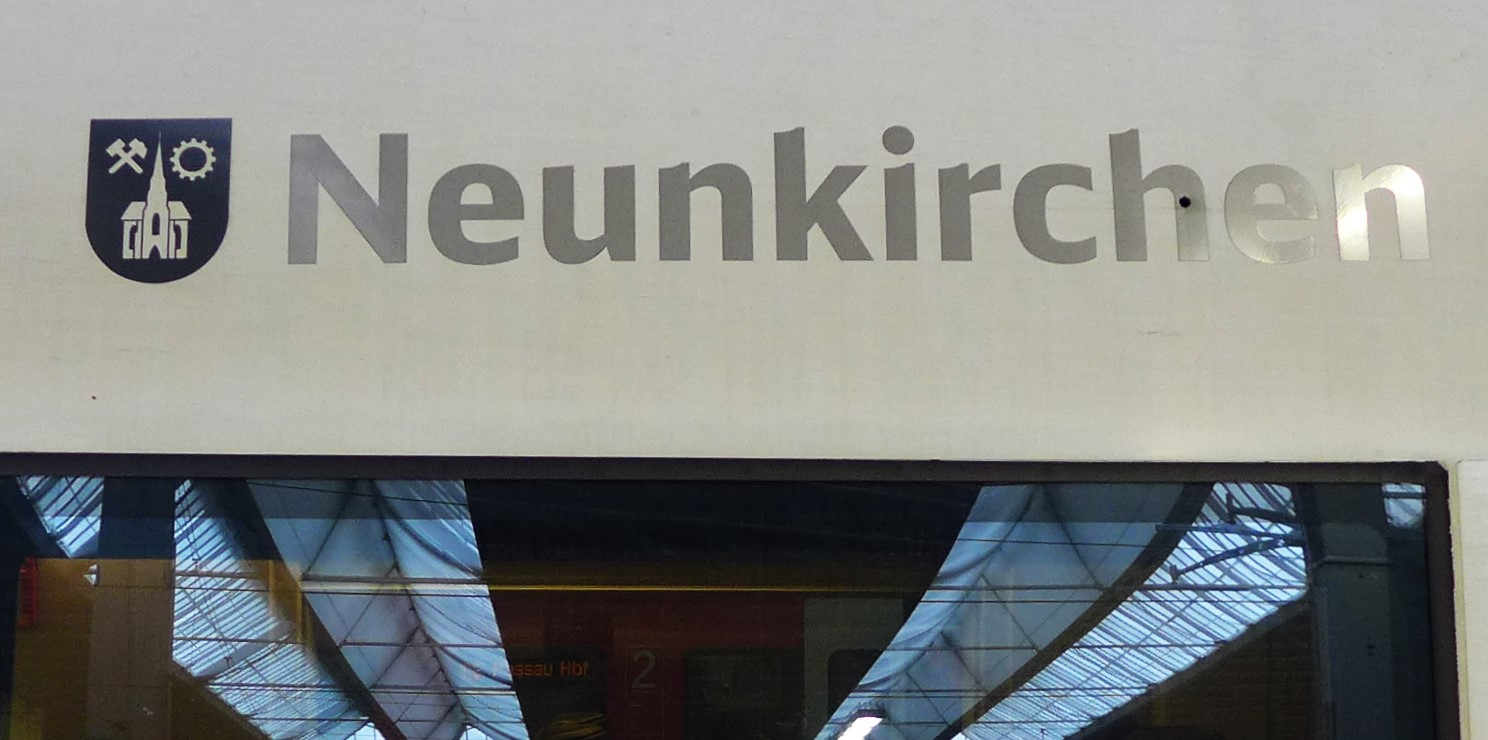
Intercity-Express mit dem Namen „Neunkirchen“

Die elektrische Straßenbahn Neunkirchen diente ab dem 13. September 1907 dem Stadtverkehr sowie der Anbindung der Vororte wie Elversberg, Spiesen (heute Spiesen-Elversberg) und Wiebelskirchen. Eine Teilstrecke an der Hüttenbergstraße (damals eine Haupteinkaufsstraße) war mit 11 Prozent Steigung die steilste Straßenbahnstrecke in Deutschland und über lange Zeit der Grund, die Straßenbahn nicht auf Omnibusse umzustellen. Vom 1. August 1953 bis zum 31. März 1964 wurde der ÖPNV auch durch Oberleitungsbusse ergänzt. In diesen Jahren wurde das Tramnetz auf die Stadtstrecke Steinwald – Hauptbahnhof mit Abzweig zum Schlachthof (Linie 2) reduziert. Seit 1961 wurden, von der Straßenbahn Stuttgart bekannte, vierachsige Gelenkwagen der Bauart GT4 eingesetzt, die eigens für den Steilstreckenbetrieb modifiziert wurden.
Am 10. Juni 1978 wurde die Straßenbahn eingestellt; seitdem verkehren in Neunkirchen nur noch Omnibusse. Einer der letzten Neunkircher Straßenbahnwagen fährt seit Sommer 2003 im Hannoverschen Straßenbahn-Museum.

### Industrie- und Gewerbeflächen
Freie Gewerbeflächen in Neunkirchen
Insgesamt stehen in Neunkirchen zurzeit rund 18 Hektar Industrie- und Gewerbeflächen zur Verfügung.
1. Industriegebiet Vogelsbach, Neunkirchen-Wiebelskirchen: 14,0 ha
2. Industrie- und Gewerbegebiet Heidenhübel, Neunkirchen-Wellesweiler: 10,2 ha
3. Industriegebiet Ochsenwald, Neunkirchen-Wellesweiler: 0,5 ha

### Gesundheits- und Sozialwesen
- 3 Krankenhäuser
  - Diakonie Klinikum Neunkirchen gGmbH (Träger: Kreuznacher Diakonie) (vormals Städtisches Klinikum)
  - Fliedner-Krankenhaus (Träger: Kreuznacher Diakonie)
  - Marienhausklinik St. Josef Kohlhof (Träger: Marienhaus)
- Sozial-Pädiatrisches Zentrum
- 7 Altenpflegeheime, 409 Betten
- 19 Arztpraxen für Allgemeinmedizin
- 79 Facharztpraxen in 16 Fachrichtungen
- 25 Zahnärzte
- 5 Tierarztpraxen
- 16 Apotheken
- 11 Friedhöfe, von denen 8 regelmäßig benutzt werden (→Liste der Friedhöfe in Neunkirchen)

### Schul- und Bildungswesen
- Vorschuleinrichtungen
  - zwei Schulkindergärten
  - 23 Kindergärten
  - fünf Kindertagesstätten
  - vier Kinderkrippen
  - sechs Kinderhorte

- Allgemeinbildende Schulen

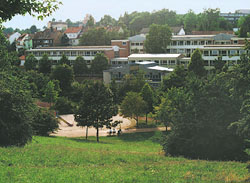
Wagwiesental mit Blick auf TUS-Halle und Schule

  - sieben Grundschulen mit sechs freiwilligen Ganztagsschulen
  - drei Realschulen/Erweiterte Realschulen
  - eine Gesamtschule
  - zwei Gymnasien
  - eine Förderschule mit dem Förderschwerpunkt Lernen (mit Sonderpädagogischem Förderzentrum)
  - eine Förderschule mit dem Förderschwerpunkt geistige Entwicklung
  - eine Staatlich anerkannte Private Förderschule soziale Entwicklung
- Berufsbildende Schulen
- Staatliche Handelsschule
- Höhere Handelsschule
- Technisch-Gewerbliches-, Sozialpflegerisches und Kaufmännisches Berufsbildungszentrum
- Fachoberschulen
- Krankenpflegeschulen
- Kath. Fachschule für Sozialpädagogik
- Sonstige Bildungseinrichtungen
  - Volkshochschule
  - Kath. Familienbildungsstätte
  - Jugendberufshilfe im Diakonischen Werk
  - Jugendverkehrsschule
  - Musikschule

### Ortsansässige Unternehmen
- Eberspächer (ehem. Menesa)
- Saarpor Klaus Eckhardt GmbH
- Saarstahl
- Treofan
- Vensys Energy
- ZF Friedrichshafen
- Festo
- Neways Electronics
- Hydac Process Technology GmbH
- Groß + Klein Getränke

## Kultur und Sehenswürdigkeiten

### Sehenswürdigkeiten
- Altes Hüttenareal Neunkirchen
- Neunkircher Grubenweg

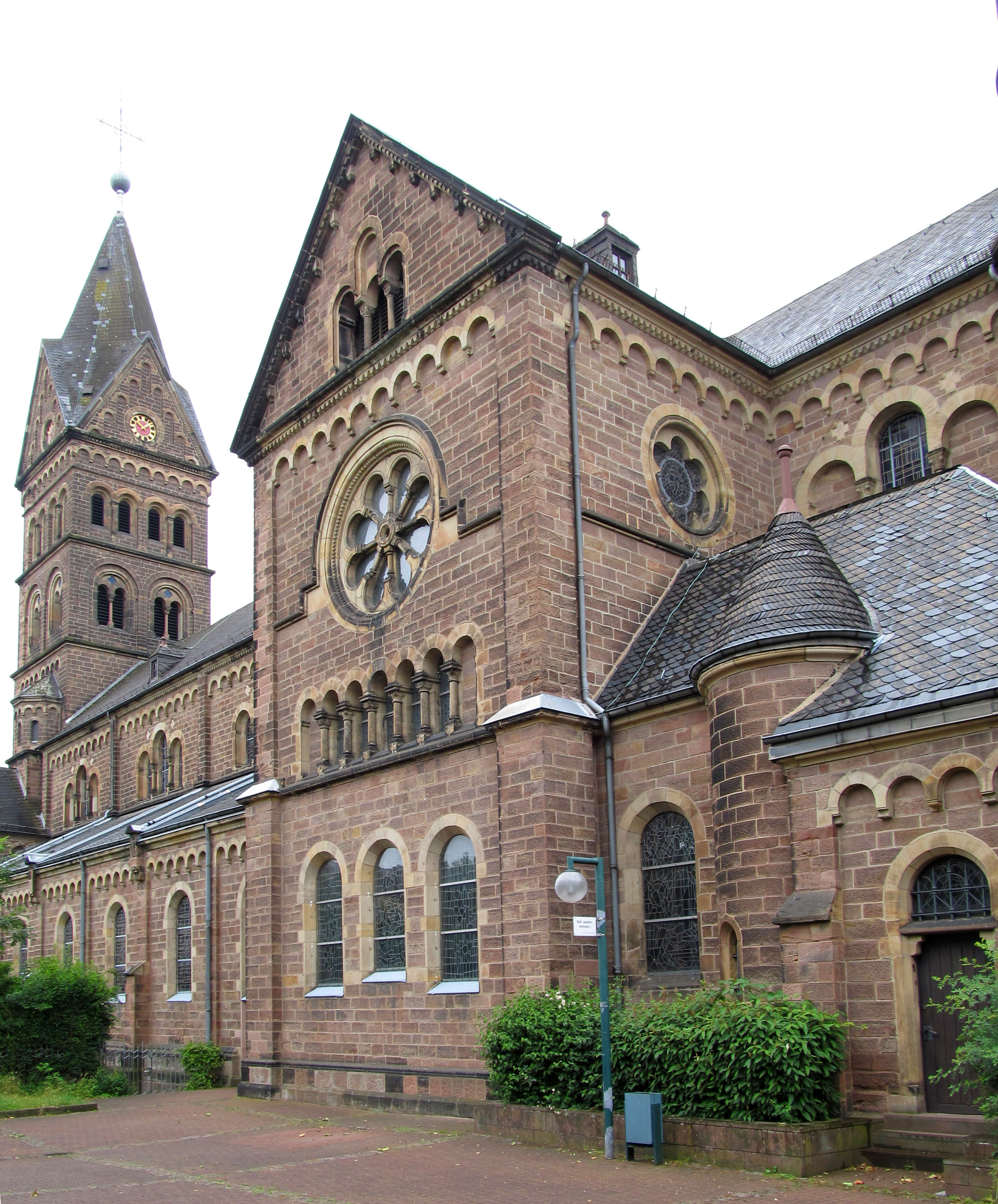
Pfarrkirche St. Marien

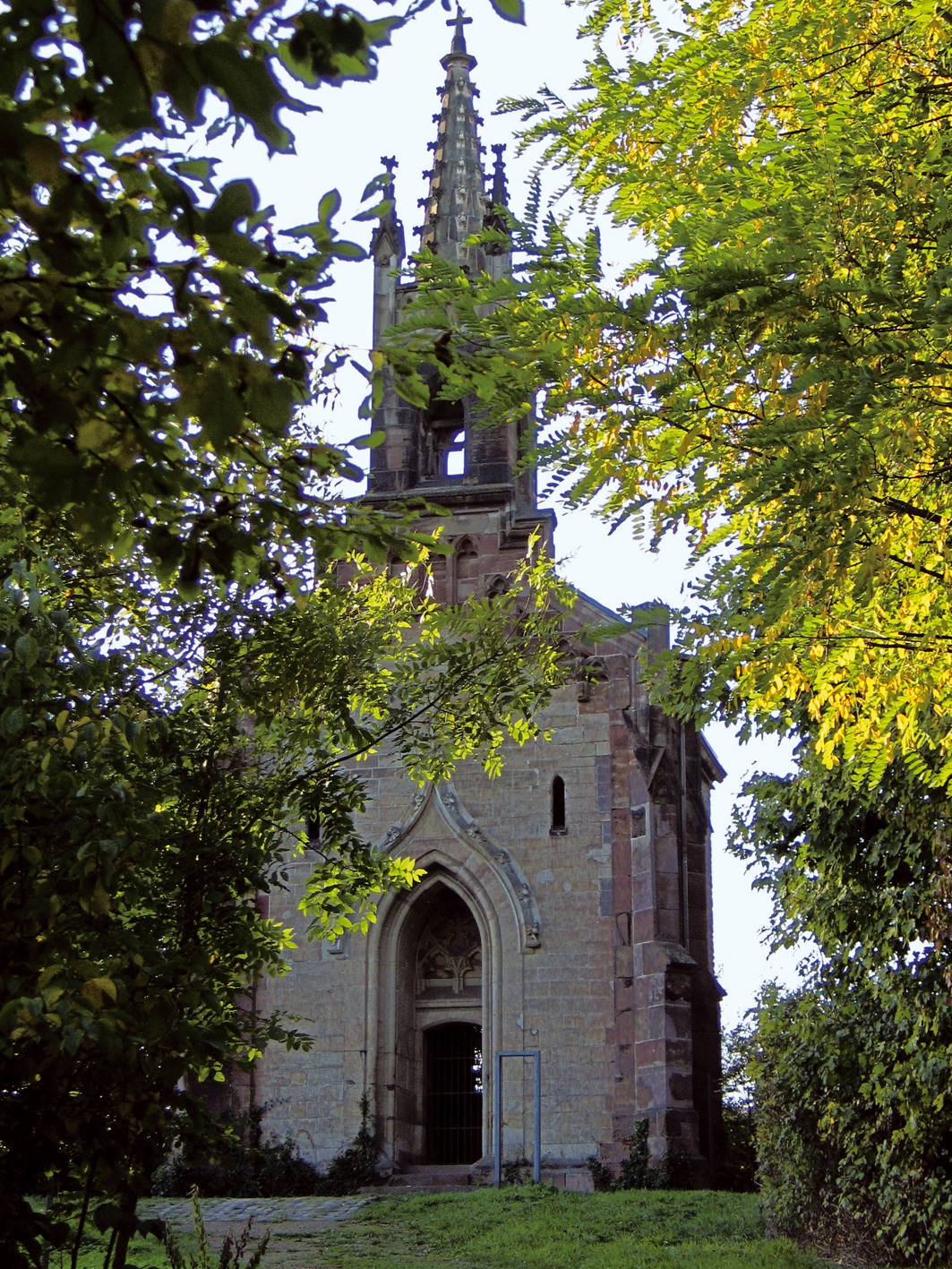
Stummsche Kapelle

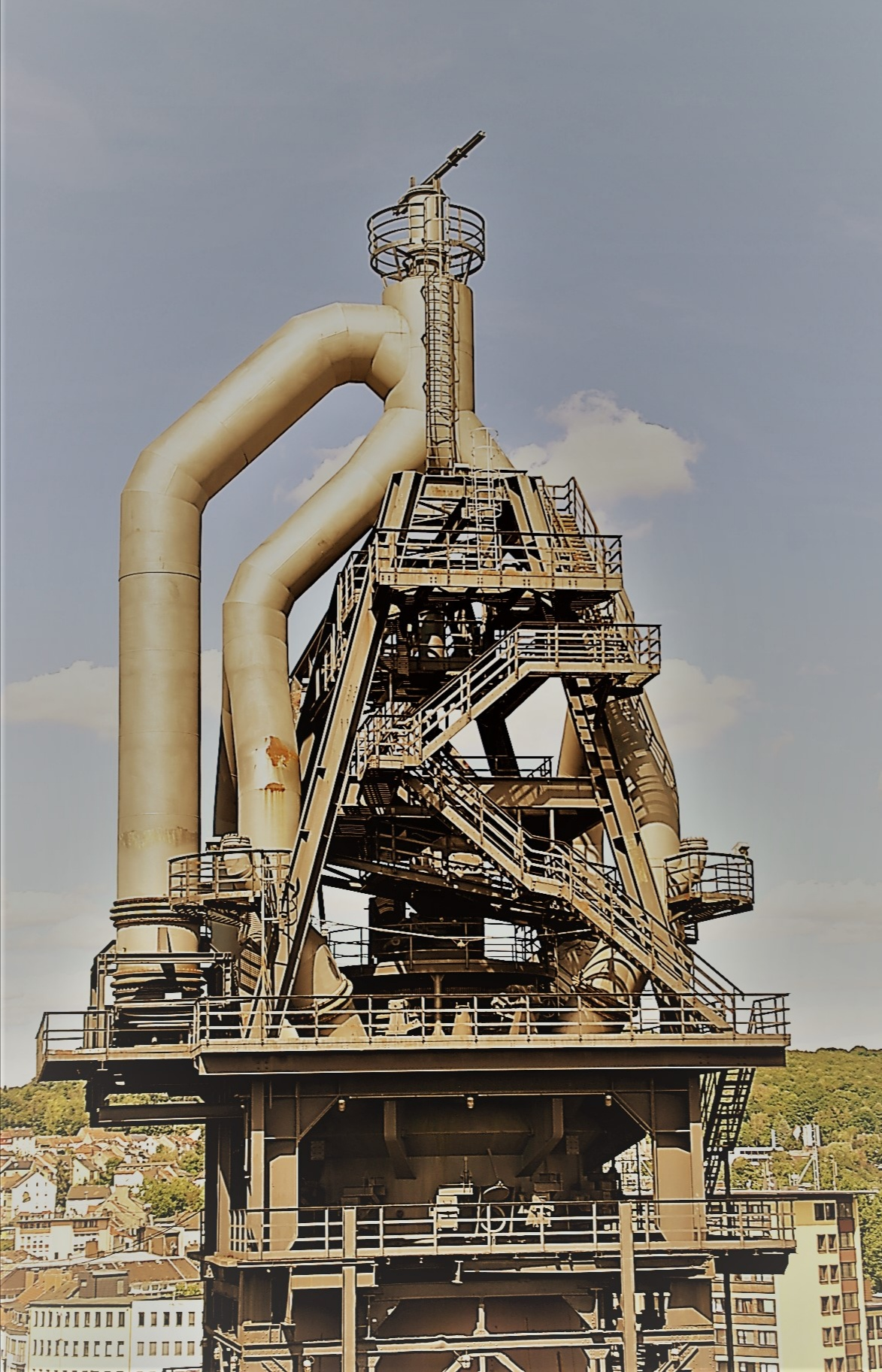
Hochofen des früheren Neunkircher Eisenwerks (heute: Altes Hüttenareal Neunkirchen)

- Katholische Pfarrkirche St. Marien
- Stummsche Kapelle
- Stummsche Reithalle; in der restaurierten Stummschen Reithalle finden das ganze Jahr über regelmäßig Kleinkunstveranstaltungen statt.
- Neunkircher Rosenmontagsumzug, mit über 100.000 Besuchern größter Umzug des Saarlandes
- Renaissanceschloss Neunkirchen, ehemaliges Schloss, von dem heute nur noch Mauerreste erhalten geblieben sind

### Regelmäßige Veranstaltungen
- Februar:   Rosenmontagsumzug
- März:      Gutsweiherlauf in Furpach / Neunkircher Fahrradfrühling
- März bis Oktober: Führung Neunkircher Hüttenweg (jeden ersten und dritten Sonntag im Monat)
- Mai:       Neunkircher Citylauf / Kirmes in Furpach / Neunkircher WeinLounge
- Juni:      Stadtfest in Neunkirchen / Kirmes in Heinitz
- Juli:      Neunkircher Nächte (verschiedene Kulturveranstaltungen) / Neunkircher City Musiksommer
- August:    Neunkircher Musical Projekt / Kirmes in Neunkirchen
- September: Kirmes in Münchwies / Kirmes in Wiebelskirchen
- Oktober:   Oktoberfest / Kirmes in Hangard / Kirmes in Wellesweiler
- November:  Gloomaar Post-Rock-Festival
- Dezember:  Weihnachtstreff in Neunkirchen / Nikolauslauf in Furpach

### Günter-Rohrbach-Filmpreis
Im Jahr 2011 hat die Kreisstadt Neunkirchen mit dem gebürtigen Neunkircher Filmproduzenten Günter Rohrbach den Günter-Rohrbach-Filmpreis initiiert. 2023 wurde ihm von Oberbürgermeister Jörg Aumann das Ehrenbürgerrecht der Kreisstadt Neunkirchen verliehen.

### Märkte
- Krammarkt:   1. Montag im Monat
- Flohmarkt:   2. Montag im Monat
- Wochenmarkt: jeden Mittwoch und Samstag (Oberer Markt)
- Bauernmarkt: jeden Freitag (Stummplatz)

### Musik, Theater, Kleinkunst
Veranstaltungen finden ganzjährig statt im Bürgerhaus und der Stummschen Reithalle sowie in der Neuen Gebläsehalle im Alten Hüttenareal.

### Museen
Die unter der Trägerschaft der Neunkircher Kulturgesellschaft GmbH stehende Städtische Galerie (ehem.Galerie im Bürgerhaus) ist im Gebäude des früheren Amtsgerichts in der Marienstraße untergebracht. Vier bis sechs Wechselausstellungen finden jährlich statt. Seit 2005 verfügt die Galerie über einen Grundstock zu einer eigenen Sammlung, die aber aus Raumgründen derzeit nicht auf Dauer ausgestellt ist: Mit der Schenkung des in Neunkirchen geborenen Kunsthistorikers Wolfgang Kermer erhielt die Galerie unter dem Titel Stuttgarter Begegnungen über 150 Bilder, Zeichnungen, Grafiken und Objekte, darunter Werke international bekannter Künstler wie Gunter Böhmer, Jürgen Brodwolf, Paul Uwe Dreyer, Wolfgang Gäfgen, Otto Herbert Hajek, Rudolf Hoflehner, Alfred Hrdlicka, Wilhelm Loth, Erich Mansen, Arnulf Rainer, Jürgen Rose, Ludwig Schaffrath, Rudolf Schoofs, K. R. H. Sonderborg, Hans Gottfried von Stockhausen, Micha Ullman, Leo Wollner und Jörg F. Zimmermann. Im Jahr 2010 schenkte Wolfgang Kermer der Stadt Neunkirchen die von ihm wiederentdeckten und lange Zeit in Vergessenheit geratenen Grafikfolgen des Neunkircher Grafikers und Malers Fritz Arnold, zudem Werke u. a. von Gerlinde Beck, Rudolf Hoflehner, Alfred Hrdlicka, Wilhelm Loth, Oswald Oberhuber und Arnulf Rainer. Weitere Zugänge mit Werken insbesondere von Herbert Baumann, Jürgen Brodwolf, Paul Uwe Dreyer, Eugen Funk, Rudolf Hoflehner, Alfred Hrdlicka, Volker Lehnert, Wilhelm Loth, Heinz Mohl, Eve Neuner-Kayser, Arnulf Rainer, Paul Reich, Gert Riel, Rudolf Schoofs, Herwig Schubert, Gustav Seitz, K.R.H. Sonderborg sorgten im Jahre 2011 für eine Erweiterung. Der anlässlich der Ausstellung Stuttgarter Begegnungen III 2011 vorgelegte Bestandskatalog der Schenkung Wolfgang Kermer verzeichnet über 300 Malereien, Zeichnungen, Druckgrafiken, Collagen, Bildhauerarbeiten und Werke der Glasgestaltung.

### Sport
Im Ellenfeldstadion ist der frühere Fußball-Bundesligist Borussia Neunkirchen zu Hause. Der Verein spielt seit der Saison 2017/18 in der Saarlandliga (6. Liga). Borussia Neunkirchen stand einmal im DFB-Pokalfinale, nämlich in der Saison 1958/59. Das Finalspiel gegen Schwarz-Weiß Essen ging 2:5 verloren.
Der TuS 1860 Neunkirchen war Gründungsmitglied der Handball-Bundesliga. Nach Platz 5 1967 stieg die Mannschaft 1968 nach einem Relegationsspiel gegen die Spvgg Möhringen (17–18 n. V.) in die Handball-Regionalliga ab. Hier spielte der Verein einige Jahre.
Die Badminton-Abteilung des TuS Wiebelskirchen spielte in der 1. Bundesliga seit deren Gründung im Jahr 1971. Als einziger Verein waren die Wiebelskircher ununterbrochen 36 Jahre bis 2007 in dieser höchsten deutschen Spielklasse. Sie waren in den beiden Spielzeiten 1990/1991 und 1991/1992 Deutscher Meister und insgesamt fünfmal Vizemeister. Während dieser Zeit wurde die Ohlenbachhalle für die Bundesliga-Heimspiele errichtet.

### Zoo
Der Zoologische Garten Neunkirchen befindet sich im östlichen Teil der Kreisstadt. Hier leben auf rund 20 Hektar Fläche Tiere vieler Arten. Der Schwerpunkt des Zoos liegt bei asiatischen Tierarten. Eröffnet wurde er bereits im Jahre 1926. Von März bis Juni 2010 besuchten über 117.000 Besucher die Ausstellung Körperwelten der Tiere.

## Natur und Umwelt

### Landschaft der Industriekultur Nord (LIK.Nord)
Neunkirchen gehört dem Naturschutzgroßprojekt Landschaft der Industriekultur Nord (LIK.Nord) an. Die Städte Neunkirchen und Friedrichsthal, die Gemeinden Illingen, Merchweiler, Schiffweiler und Quierschied sowie der Landkreis Neunkirchen und die Industriekultur Saar GmbH (IKS) haben sich zu einem Zweckverband zusammengeschlossen und 2009 den Bundeswettbewerb „Naturschutzgroßprojekte und ländliche Entwicklung“ des Bundesumweltministerium gewonnen. Ziel des Projekts ist die zukunftsfähige Entwicklung der altindustriellen und vom Bergbau geprägten Landschaft zu gestalten. Hierdurch soll der Artenreichtum der Landschaft durch Pflege und gezielte Eingriffe erhalten und weiter ausgebaut werden. Auf dem Gebiet der Stadt Neunkirchen befindet sich das Landschaftslabor „Bergbaufolgelandschaft“. Das Projekt befindet sich seit Ende 2013 in der Umsetzungsphase und wird, Stand 2021, von bergbaulich/chemischen Altlasten nun weiträumig befreit.

## Persönlichkeiten

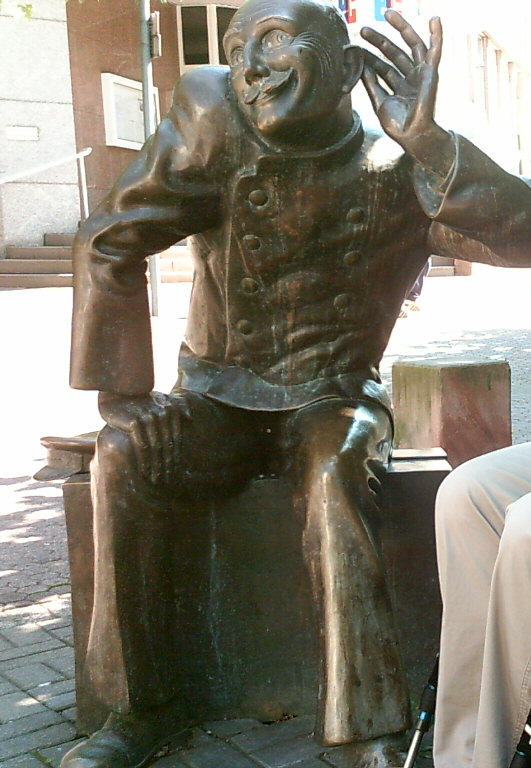
Denkmal des von Nazis ermordeten Dienstmanns Eduard Senz (1877–1941)

### Söhne und Töchter der Stadt

#### Bis 1900
- Christian Jacob Schmidt (1813–1897), Braumeister und Gründer der Schlossbrauerei Neunkirchen
- Johann Karl Glaser (1814–1894), Staatswissenschaftler, Nationalökonom und Hochschullehrer, Mitglied des Preußischen Abgeordnetenhauses
- Franz von Berg (1831–1902), bayerischer Generalleutnant
- Friedrich Carl Glaser (1843–1910), Ingenieur
- Ferdinand Eduard von Stumm (1843–1925), Diplomat, deutscher Botschafter in Madrid
- Friedrich Philipp Schmidt (1844–1903), Brauereibesitzer und Stifter
- Hugo Rudolf von Stumm (1845–1910), Montanindustrieller
- Otto Leonhard Blum (1876–1944), Ingenieur und Professor für Eisenbahnwesen an der TH Hannover, Enkel des Politikers Robert Blum
- Fritz Soot (1878–1965), Opernsänger
- Fritz Arnold (1883–1921), Maschinensteiger, Grafiker und Maler (Autodidakt)
- Otto Christian Schmidt (1885–1944), Jurist, Fabrikant und Gründer der Schmidt-Klett-Stiftung
- Adolf Schmidt (1886–1980), Politiker, Mitglied des Bayerischen Landtags und Widerstandskämpfer gegen den Nationalsozialismus
- Julius Adler (1894–1945), Politiker, MdR (KPD)
- Walter Rilla (1894–1980), Schauspieler
- Otto Fried (1897–?), Politiker
- Peter Schaub (1897–1945), Politiker (NSDAP)
- Hans Bund (1898–1982), Pianist, Komponist und Dirigent
- Felix Krajewski (1900–1989), römisch-katholischer Theologe

#### 1901 bis 1930
- Walter Bernstein (1901–1981), Maler und Grafiker
- Ernst Blum (1901–1970), Jurist
- Robert Neufang (1901–1972), Politiker und Fußballfunktionär
- Maria Pink, geborene Oster (1904–1988), Widerstandskämpferin gegen den Nationalsozialismus
- Julius Weber (1904–1942), Politiker (NSDAP), Bürgermeister der Stadt Völklingen, Reichstagsabgeordneter
- Guy Kurt Lachmann (1906–1987), Widerstandskämpfer gegen den Nationalsozialismus und saarländischer Landespolizeipräsident
- Josef-Peter Emmrich (1909–1963), Gynäkologe und Hochschullehrer
- Hans Lachmann (1909–1981), Widerstandskämpfer gegen den Nationalsozialismus und Sportfunktionär
- Erich Honecker (1912–1994), Politiker (KPD, SED), Staats- und Parteichef der DDR
- Karl Rawer (1913–2018), Physiker
- Wilhelm Cornelius (1915–1996), Ingenieur und Erfinder der orthotropen Platte
- Friedrich Ring (1915–1964), Militärarzt und Politiker (NDPD), Landtagsabgeordneter in Mecklenburg-Vorpommern
- Hans Staut (1915–1977), Redakteur, 1955 Mitbegründer der CDU Neunkirchen, 1956–1974 Stadtverordneter[41]
- Kurt Welsch (1917–1981), deutscher Fußballspieler, für die Nationalmannschaft 1937
- Erich Schwertner (1918–1965), Politiker (FDP/DPS), MdB, MdL (Saarland), saarländischer Wohnungsbauminister
- Fritz Duppré (1919–1988), Verwaltungsbeamter
- Karl Bach (1920–1993), Fechter, Olympiateilnehmer
- Joseph Bellot (1920–1986), Bibliothekar
- Karl Ferdinand Werner (1924–2008), Historiker und langjähriger Direktor des DHI Paris
- Rudolf Birtel (1925–2009), Architekt und Denkmalpfleger
- Ferdinand Selgrad (1927–2022), Glas- und Wandmaler, Maler sowie Mosaikkünstler, der auch in Bronze arbeitet
- Werner Scherer (1928–1985), Politiker (CDU); von 1965 bis 1977 sowie von 1984 bis 1985 Landesminister des Saarlandes
- Günter Rohrbach (* 1928), Kinofilm- und Fernsehproduzent
- Franz Becker (* 1930), Jurist und Hochschullehrer, Politiker und Landesminister des Saarlandes
- Ursula Kraus (1930–2021), Politikerin, Oberbürgermeisterin der Stadt Wuppertal
- Walter Müller (1930–2021), Turner

#### 1931 bis 1950
- Claudia Doren (1931–1987), Fernsehansagerin
- Gustav Seyl (1931–2011), Leiter der Oberbergamtes des Saarlandes
- Elmar Engel (1933–2001), Journalist, Fotograf und Reiseschriftsteller
- Kurt Heidrich (1933–2011), Leichtathlet und Sportfunktionär
- Wolfgang Kermer (* 1935), emeritierter Professor für Kunstgeschichte, ehemaliger Rektor der Staatlichen Akademie der Bildenden Künste Stuttgart
- Trudi Schmidt (* 1935), Politikerin (CDU), Mitglied des Deutschen Bundestages
- Lothar Richard Schmidt (1936–2020), Psychologe und Hochschullehrer
- Jürgen Schneider (* 1937), Wirtschaftshistoriker
- Helmut Butzbach (1938–2016), Maler und Grafiker
- Gerlinde Neumann (1938–2008), Politikerin (SPD), Abgeordnete im Saarländischen Landtag
- Gerd Rudolf (* 1939), Psychiater, Psychosomatiker und Psychoanalytiker
- Henning Hoffsten (1942–2010), Gymnasiallehrer und Schauspieler
- Heike Jung (* 1942), Rechtswissenschaftler und Hochschullehrer
- Karl-Heinz Stoll (* 1942), Sprach- und Übersetzungswissenschaftler, Anglist und Hochschullehrer
- Willi Ertz (1943–2018), Fußballtorhüter und -trainer
- Henning Krauß (* 1943), Romanist
- Hans Mittermüller (1943–2019), Off- und Werbesprecher sowie Jazzmusiker
- Gerhard Theobald (* 1949), Schiedsrichter der Fußball-Bundesliga 1982 bis 1993 (95 Spiele), aus Wiebelskirchen
- Erwin Volz (* 1949), Pädagoge und Politiker (SPD), Abgeordneter im Saarländischen Landtag
- Peter Hans (1950–2007), Politiker (CDU), Vorsitzender der CDU-Fraktion im Saarländischen Landtag

#### 1951 bis 1970
- Rudolf Müller (* 1951), Politiker (AfD), Abgeordneter im saarländischen Landtag
- Gunter Schneider (* 1953), deutsch-schwedischer Biochemiker und Hochschullehrer
- Dieter Heckmann (* 1955), Historiker und Archivar
- Anette Hübinger geb. Klein (* 1955), Politikerin (CDU), ehemaliges Mitglied des Deutschen Bundestages
- Thomas Kitzinger (* 1955), Maler
- Franz Josef Kremp (* 1955), Jurist und Diplomat, Botschafter der Bundesrepublik Deutschland
- Joachim Maier (* 1955), Chemiker
- Ralph Weiß (* 1955), Kommunikationswissenschaftler und Hochschullehrer
- Gisela Kolb (* 1957), Politikerin (SPD), Abgeordnete im saarländischen Landtag
- Uwe Büchler (1958–2006), Bildhauer, Grafiker und Webdesigner, Gründungsmitglied und von 1996 bis 2000 Direktor der Werkleitz Gesellschaft[42]
- Raimund Becker (* 1959), Vorstandsmitglied der Bundesagentur für Arbeit
- Martin Conrath (* 1959), Schriftsteller
- Rüdiger Malter (* 1959), Staatssekretär im Ministerium der Finanzen des Landes Sachsen-Anhalt
- Jens Neufang (* 1960), Jazzmusiker
- Uwe Conrath (* 1961), Pflanzenbiologe und Hochschullehrer
- Martin Weinert (* 1961), Jazzmusiker
- Thomas Fritsch (* 1962), Archäologe
- Stefan Kuntz (* 1962), Fußballnationalspieler
- Ro Gebhardt (* 1963), Jazzgitarrist
- Uwe Israel (1963–2023), Historiker und Hochschullehrer
- Christian Wirth (* 1963), Rechtsanwalt und Politiker (AfD)
- Tanya Lieske (* 1964), Literaturkritikerin, Schriftstellerin, Journalistin und Radiomoderatorin
- Stefan Gerber (* 1965), Bundesliga-Schiedsrichter
- Michael Röhm (* 1965), Koch, Gastronom und Hotelier
- Susan Weinert (1965–2020), Jazzgitarristin, Komponistin und Produzentin
- Gerd Rainer Weber (* 1966), Kommunalpolitiker (SPD)
- Thomas Hayo (* 1969), Werbeunternehmer
- Anke Morsch (* 1969), Politikerin, Staatssekretärin, Bundesrichterin am Bundesfinanzhof in München
- Christoph Schaufert (* 1969), Politiker (AfD)
- Alexandra Kertz-Welzel (* 1970), Universitätsprofessorin, Musikpädagogin
- Jürgen Trösch (* 1970), Künstler
- Dirk Weiler, Schauspieler und Sänger

#### Ab 1971
- Frank Spaniol (* 1971), Jazzmusiker
- Stefan Friedrich Wirth (* 1972), Zoologe, Evolutionsbiologe
- Alexander Funk (* 1974), Politiker (CDU), MdL (Saarland), ehemaliges Mitglied des Deutschen Bundestages
- Jan Becker (* 1975), Hypnotiseur und Autor
- Shanta Ghosh (* 1975), Leichtathletin
- Heike Winzent (* 1976), Politikerin (SPD)
- Andreas Müller (* 1976), Autor und Publizist zu Anomalistik
- Markus Werkle-Bergner (* 1976), Psychologe auf dem Gebiet der Entwicklungspsychologie und der kognitiven Neurowissenschaften
- Tobias Hans (* 1978), ehemaliger Ministerpräsident des Saarlandes
- Jens Eisel (* 1980), Schriftsteller
- Nora Gomringer (* 1980), schweizerisch-deutsche Lyrikerin, Rezitatorin und Gewinnerin des Ingeborg-Bachmann-Preises 2015
- Roland Theis (* 1980), Politiker (CDU)
- Sebastian Thul (* 1980), Sozialarbeiter und Politiker (SPD)
- Sebastian Voltz (* 1980), Konzertpianist und Komponist
- Michael Ehrhardt (* 1981), Maler und Biologe
- Florian Neuschwander (* 1981), Langstrecken- und Ultraläufer
- Charlotte Maihoff (* 1982), Nachrichtensprecherin und Journalistin
- Eric Breininger (1987–2010), Islamist
- Daniel Weber (* 1989), Jazz- und Improvisationsmusiker
- Svenja Thoes (* 1991), Triathletin
- Johannes Wurtz (* 1992), Fußballspieler
- Gabriel Schneider (* 1993), Schauspieler
- Annika Schlegel (* 1994), Sommerbiathletin und Handballspielerin
- Sina Mayer (* 1995), Leichtathletin
- Lena Lattwein (* 2000), Fußballspielerin

### Persönlichkeiten, die vor Ort wirken oder wirkten
- Franz Kermer (1893–1936), österreichischer Kapellmeister, leitete von 1930 bis 1936 die Bergkapelle König[43]
- Franz Mörscher (1931–2018), deutscher Bildhauer, Mosaikkünstler, Maler, Fotograf und Sachbuchautor
- Karl Ringel (1932–2024), Fußballspieler, 244 Punktspiele für Borussia Neunkirchen, Ehrenspielführer, Nationalspieler
- Rudi Dörrenbächer (1933–2013), Fußballspieler für Borussia Neunkirchen, 1961/62 Torschützenkrone der Oberliga Südwest mit 37 Treffern und damit den meisten Toren aller Oberligen

### Neunkircher Originale
- Wilhelm Koch („de Wiam“, auch „Wieham“) (* 2. Februar 1873; ermordet am 19. Mai 1956[44]), Eisverkäufer, Kinounternehmer, Karussellbesitzer, Straßenmusikant[45]
- Eduard Senz (* 30. Dezember 1877; † 1941)
- Leo Düppré („Borussen-Leo“, 1922–1999) galt als treuester und über die Grenzen hinaus bekannteste Fan von Borussia Neunkirchen.[46]